# Sommerach
Sommerach ist eine Gemeinde im unterfränkischen Landkreis Kitzingen und ein Mitglied der Verwaltungsgemeinschaft Volkach. Sommerachs Geschichte ist eng mit dem Benediktinerkloster Münsterschwarzach verbunden, das lange Zeit die Grundherrschaft im Ort innehatte. Daneben waren hier noch mehrere andere Adelsgeschlechter, darunter die Markgrafen von Brandenburg-Ansbach, begütert.
Sommerach ist mit 232 Hektar Rebfläche (2017) eine der größeren weinbautreibenden Gemeinden im Anbaugebiet Franken. Mit dem Sommeracher Katzenkopf besitzt die Gemeinde eine der bekanntesten Weinlagen Frankens. Der Wein prägt das Dorf in vielerlei Hinsicht. So entstand im Jahr 1901 die älteste Winzergenossenschaft Frankens hier. Mittelpunkt des Festkalenders bildet das jährlich gefeierte Altort-Weinfest.
Die jahrhundertealte Kulturlandschaft der Weininsel mit dem rebenbestockten Kreuzberg im Mittelpunkt zieht ebenso Touristen an wie der weitgehend erhaltene frühneuzeitliche Ortskern, der mehrfach prämiert wurde. Sommerach besitzt eine teilweise noch bestehende Ortsummauerung mit zwei intakten Toren. Mittelpunkt des Ortes bildet die katholische Euchariuskirche. Daneben bilden viele Häckerhäuser und nicht zuletzt die ehemaligen Amtsgebäude der Dorfherren ein sehenswertes Ensemble.

## Geografie

### Geografische Lage

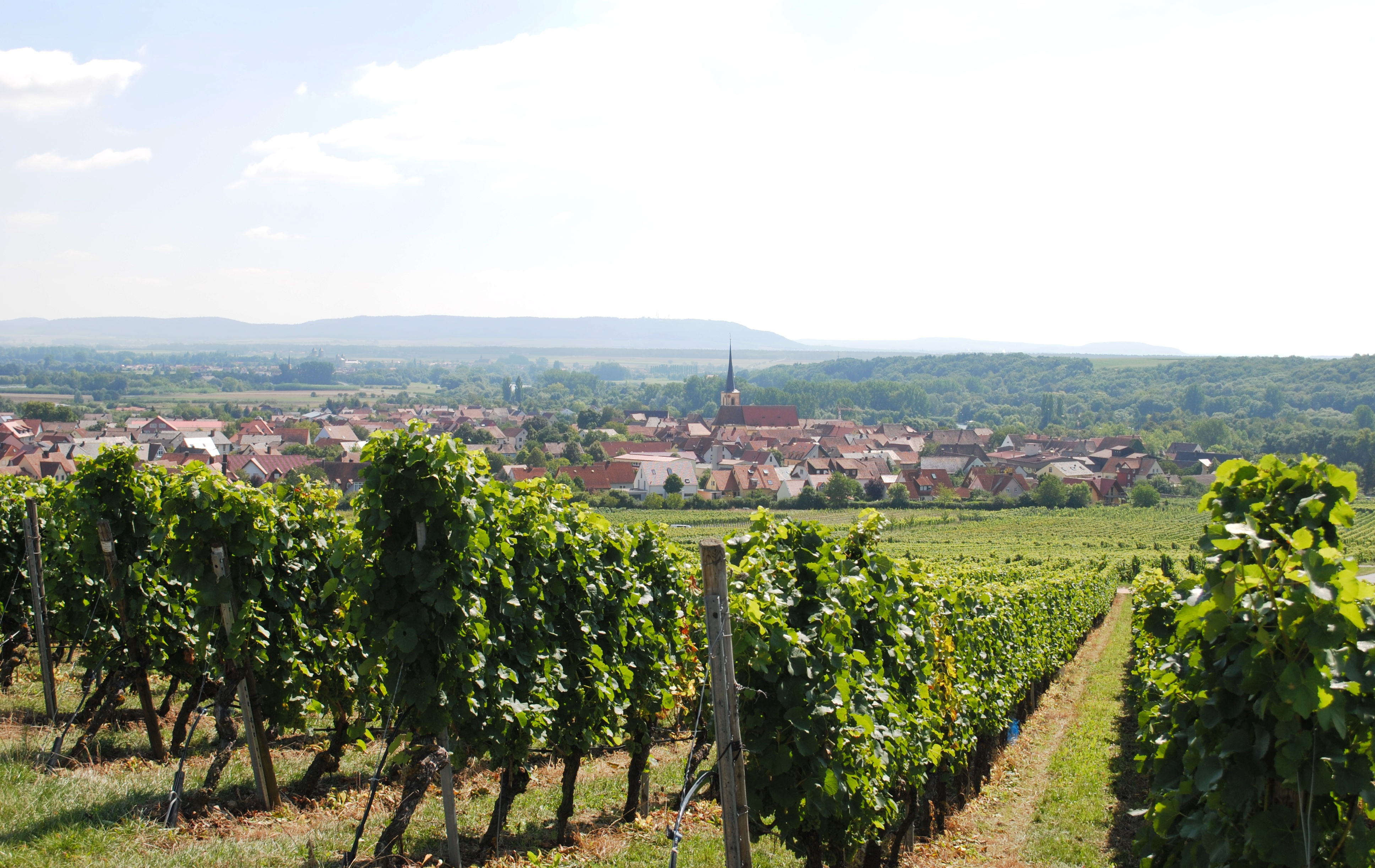
Sommerach von Nordwesten

Die Gemeinde Sommerach liegt im Nordwesten des Landkreises Kitzingen im bayerischen Regierungsbezirk Unterfranken. Der größte Teil der Gemarkung liegt auf der sogenannten Weininsel an der Volkacher Mainschleife, die durch den Main und den Kanal zwischen Volkach und Gerlachshausen in den 1950er Jahren entstand. Deshalb ist die Gemarkung auf mehreren Seiten von Gewässern begrenzt und ragt lediglich im Osten auf die andere Seite des Kanals.
Im Norden beginnt das Gebiet der Stadt Volkach, der Gemeindeteil Hallburg liegt Sommerach hier am nächsten. Im Nordnordosten grenzt auch die Volkacher Gemarkung selbst an das Sommeracher Gemeindegebiet, die Orte sind hier durch den Mainkanal getrennt. Im Osten liegt das Dorf Dimbach, heute ebenfalls ein Volkacher Gemeindeteil, mit dem Sommerach viele historische Verbindungen hat. Südöstlich ist Schwarzach am Main-Gerlachshausen zu finden, während im Südwesten, durch den Main selbst getrennt, die Gemarkung von Neuses am Berg beginnt, das heute zu Dettelbach gehört. Im Nordwesten liegt Nordheim am Main, mit dem sich Sommerach den Kreuzberg teilt, der die Weininsel dominiert.
Die nächstgrößere Stadt ist das etwa 4 Kilometer entfernte Volkach nordöstlich von Sommerach. Die Kreisstadt Kitzingen ist fast 11 Kilometer entfernt. Die nächste Großstadt ist das ungefähr 20 Kilometer entfernte Würzburg.
Mit einer Fläche von 567 ha ist Sommerach die fünftkleinste Gemeinde im Landkreis Kitzingen und hat mit ihren etwa 1340 Einwohnern eine Bevölkerungsdichte von 236 Einwohnern pro Quadratkilometer. Es ist auf die kompakte Siedlungsfläche zurückzuführen, dass die Gemeinde damit den bayerischen Durchschnitt von 176 Einwohnern pro Quadratkilometer weit übertrifft. Nach der Einwohnerzahl ist Sommerach die elftkleinste Gemeinde im Landkreis.

### Geologie, Hydrologie, Böden
Naturräumlich liegt Sommerach im Gebiet der Volkacher Mainschleife, die als Untereinheit zum Mittleren Maintal der Mainfränkischen Platten gezählt wird. Der Osten der Gemarkung wird dagegen zum Dimbacher Flugsandgebiet innerhalb der Kitzinger Mainebene im Steigerwaldvorland gezählt. Ganz im Süden der Gemarkung hat Sommerach Anteil an der Schwarzacher Talweitung, die wiederum zum Maintal gehört.
Die Region ist von steilen Prallhängen und flachen Gleithängen geprägt, die besonders gut für den Weinbau genutzt werden können. Diese Nutzung durch den Menschen hat die Landschaft stark verändert. Dennoch ist die erdgeschichtliche Vergangenheit weiterhin gut sichtbar. Die Eintiefung des Mains in sein heutiges Bett erfolgte vor allem im Pleistozän, die Flussmäander vertieften sich und ließen die beiden Hangtypen entstehen. Durch Erosion setzt sich dieser Vorgang fort. Dadurch schneiden die Flussläufe immer tiefer in den Berg der Vogelsburg ein und lassen so, in Zukunft, einen Durchbruchsberg entstehen.
Hydrologisch profitiert Sommerach vor allem durch die tonigen und lehmigen Bodenbeimischungen. Ihre hohe Wasseraufnahmefähigkeit ermöglicht den Pflanzen die Feuchtigkeitsaufnahme, da gleichzeitig ein sehr tiefer Grundwasserstand vorhanden ist. Durch diese Beimischungen kann die Winterfeuchtigkeit bis in den Sommer gehalten werden und ermöglicht der Flora auch in trockenen Jahren das Überleben. Die Bodenbeschaffenheit um die Gemeinde ist vielfältig. Oberer Muschelkalk, Lettenkeuper, Lösslehm, Sand, schwere Tonböden und anmoorige Böden existieren. Einziges Gewässer um das Dorf ist, neben dem Main und dem Kanal, die Sommerach, die in den Kanal mündet. Der Rothenbühlgraben berührt ganz im Norden die Gemarkung. Entlang des Mains finden sich daneben mehrere Baggerseen, die einen Mainzugang aufweisen, darunter das Pfennigwöhr, das Hauswöhr und das Teilwöhr. Außerdem ist der Schwarzenausee auf der rechten Mainseite zu finden.

### Klima
Sommerach liegt in der Maingauklimazone, die zu den trockensten und wärmsten Zonen Deutschlands zählt. Dies ist auch ein Grund für den Weinanbau in der Region. Klimaerhebungen für Sommerach werden in der Wetterwarte in Würzburg durchgeführt.
Die Klimaklassifikation von Köppen rechnet die Gemeinde zur Cfb-Kategorie. (Klimazone C: warm-gemäßigtes Klima, Klimatyp: f: feucht-gemäßigtes Klima, Untertyp b: warme Sommer). Zwischen dem trockensten Monat Februar und dem niederschlagsreichsten Monat Juni liegt eine Differenz von 21 mm. Um im Durchschnitt 18,5 °C ist der Juli (wärmster Monat im Jahr) wärmer als der Januar (kältester Monat im Jahr).
|                        | Jan  | Feb  | Mär | Apr  | Mai  | Jun  | Jul  | Aug  | Sep  | Okt  | Nov | Dez  |   |      |
| Mittl. Temperatur (°C) | 1    | 1,6  | 5,2 | 9,9  | 14,1 | 17,6 | 19,4 | 19,1 | 14,9 | 10,3 | 5,4 | 2,1  | ⌀ | 10,1 |
| Mittl. Tagesmax. (°C)  | 3,5  | 5    | 9,5 | 14,7 | 18,6 | 21,9 | 23,8 | 23,5 | 19,3 | 14,1 | 8,1 | 4,4  | ⌀ | 13,9 |
| Mittl. Tagesmin. (°C)  | −1,5 | −1,5 | 1   | 4,7  | 9,2  | 12,5 | 14,6 | 14,4 | 10,7 | 6,9  | 2,9 | −0,1 | ⌀ | 6,2  |
|                        |      |      |     |      |      |      |      |      |      |      |     |      |   |      |
| Niederschlag (mm)      | 65   | 54   | 63  | 53   | 74   | 69   | 73   | 62   | 62   | 63   | 68  | 74   | Σ | 780  |

| −1,5 |

| −1,5 |

| 1 |

| 4,7 |

| 9,2 |

| 12,5 |

| 14,6 |

| 14,4 |

| 10,7 |

| 6,9 |

| 2,9 |

| −0,1 |

| −1,5 |

| −1,5 |

| 1 |

| 4,7 |

| 9,2 |

| 12,5 |

| 14,6 |

| 14,4 |

| 10,7 |

| 6,9 |

| 2,9 |

| −0,1 |

### Flächennutzung
| Nutzung           | Hektar |
| ----------------- | ------ |
| Siedlungsfläche   | 59     |
| Verkehrsfläche    | 49     |
| Vegetationsfläche | 407    |
| Wasserfläche      | 52     |
| Gesamtfläche      | 567    |

Die Gemeinde Sommerach nimmt eine Fläche von insgesamt 567 Hektar ein und ist damit flächenmäßig etwas größer als die kleinste Gemeinde der Verwaltungsgemeinschaft, Nordheim am Main mit 530 Hektar. Größten Anteil an der Fläche hat die Vegetationsfläche mit 407 ha. Davon entfallen 340 ha (60,0 %) auf landwirtschaftlich genutzte Fläche, wobei die Weinbauflächen den größten Anteil ausmachen. Geringe Waldflächen im äußersten Osten der Gemarkung nehmen eine Fläche von 18 ha ein.
Zweitgrößte Teilfläche bildet die Siedlungsfläche mit 59 ha und damit 10,4 % der Gesamtfläche, davon sind immerhin 26 ha Wohnbaufläche, auf Industrie- bzw. Gewerbeflächen entfallen 4 ha. Sie liegen dezentral über das Gemeindegebiet verteilt, da Sommerach kein klassisches Industriegebiet besitzt, lediglich entlang der Frankenstraße verdichten sich Industriebetriebe. Straßen, Wege und Plätze nehmen eine Fläche von 49 ha und damit einen Anteil von 8,6 % der Gesamtfläche ein.
Mit dem Main und einigen kleineren Gewässern liegen 52 ha Gewässerflächen um den Ort. Hier sind insbesondere die im 20. Jahrhundert angelegten Baggerseen zur Sand- und Kiesgewinnung zu nennen. Seit 2003 nimmt die landwirtschaftlich genutzte Fläche zu, in diesem Jahr wurden lediglich 278 ha landwirtschaftlich bebaut. 2010 wurde ein Tiefststand von 252 ha landwirtschaftlicher Fläche erreicht.

### Schutzgebiete

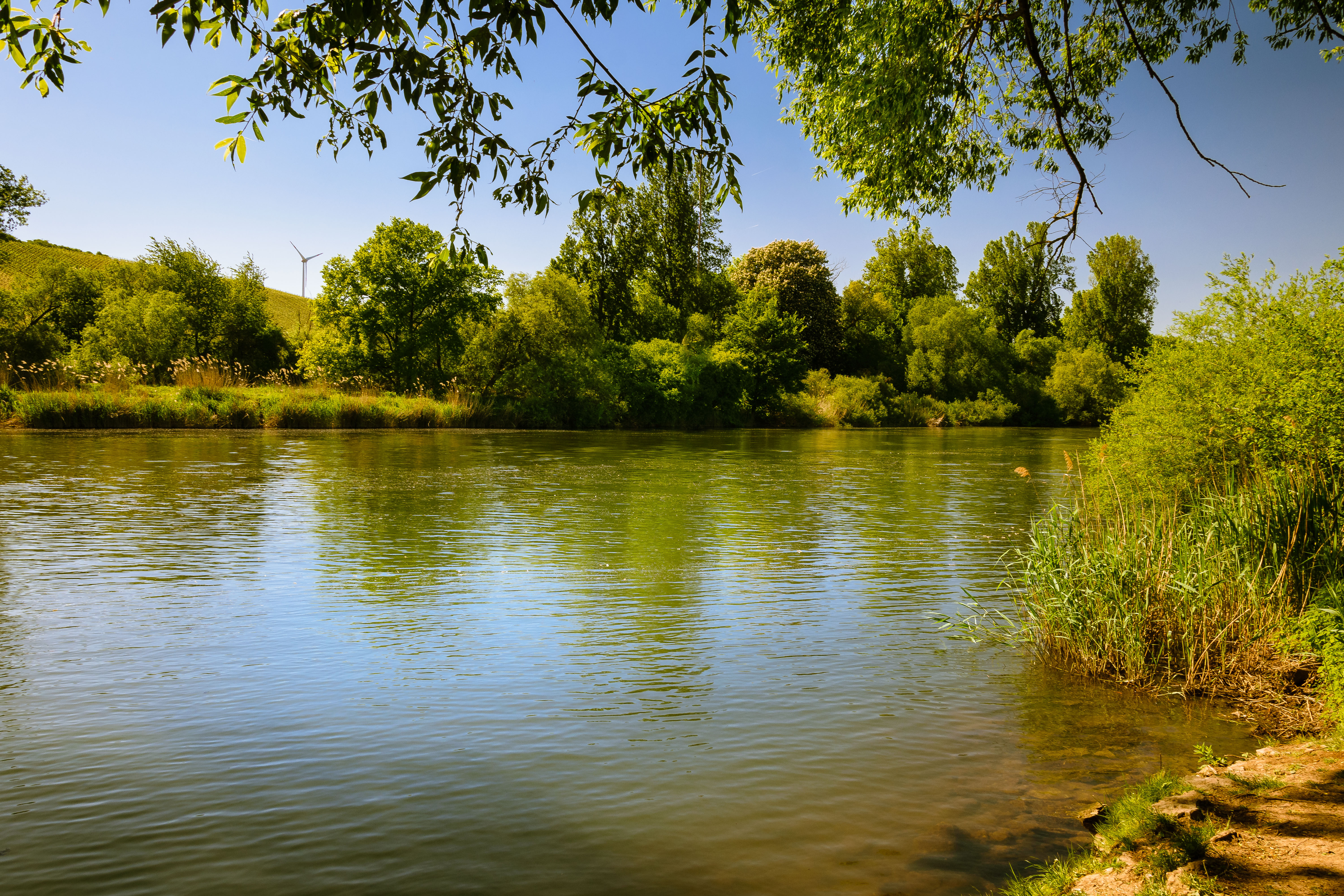
Das Naturschutzgebiet Mainaue zwischen Sommerach und Köhler

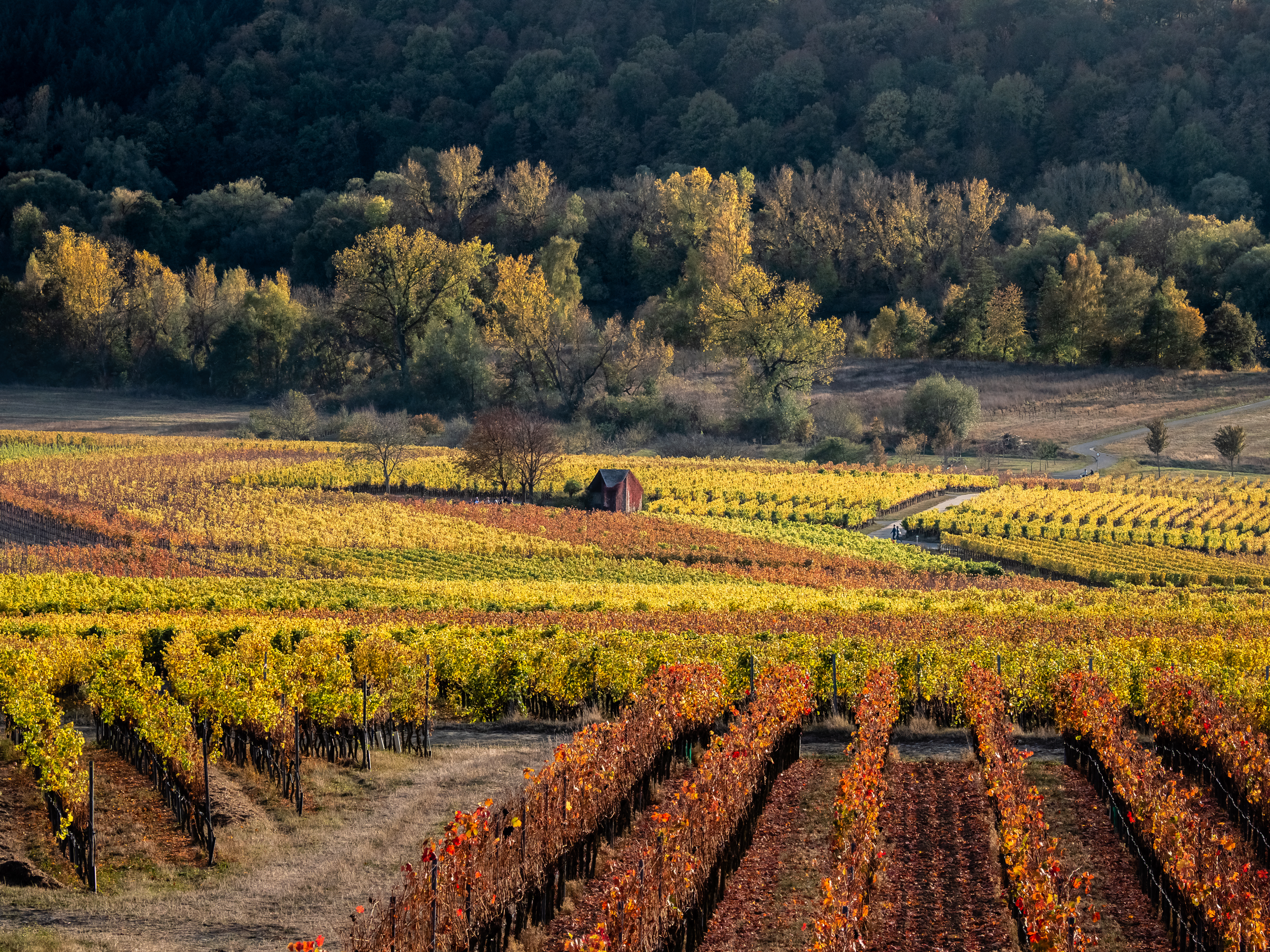
Weinberg im Vogelschutzgebiet

Um Sommerach existieren Schutzgebiete fast aller Schutzkategorien. Die gesamte Gemarkung ist Teil des Landschaftsschutzgebietes Volkacher Mainschleife, der größten Flussmäanderlandschaft in Bayern. Entlang des Mainverlaufs befindet sich ein Teil des Vogelschutzgebietes Maintal zwischen Schweinfurt und Dettelbach. Der Main bildet im Norden, Osten und Westen des Dorfes die sogenannte Mainaue zwischen Grafenrheinfeld und Kitzingen als Fauna-Flora-Habitat. Daneben ziehen sich mehrere eingetragene Biotope entlang des Flusses, weitere Biotope sind nahe der Kreisstraße KT 57 um die Streuobstwiesen zu finden.
Besonderen Schutz genießen die drei Naturschutzgebiete, die um Sommerach ausgewiesen wurden. An den Sandfluren bei Volkach, Schwarzach a.Main und Sommerach mit seinen typischen Dünen hat die Gemeinde nur geringen Anteil. Sie sind auf der anderen Seite des Mainkanals in der Waldabteilung Ried zu finden. Die ursprünglichen Auwälder zwischen Sommerach und Neuses am Berg sind durch das Naturschutzgebiet Rechtes Mainufer bei Sommerach unter Schutz gestellt. Die Mainaue zwischen Sommerach und Köhler soll die Auelandschaft schützen.
An der Gemarkungsgrenze zwischen Nordheim und Sommerach auf dem Gipfel des Kreuzberges liegt das Geotop Eichelsee-Doline am Kreuzberg. Die Doline führt zeitweise Wasser und ist zu Trockenzeiten stark verschlammt. Entstanden ist sie wohl durch das Einbrechen eines Karsthohlraumes in die unterlagernden Gesteinseinschichten. An der Straße nach Volkach ist eine alte Kastanie zu finden. Sie hat einen Durchmesser von 19 m, ist zwischen 100 und 150 Jahre alt und wurde als Naturdenkmal eingeordnet.

### Ortsgliederung
Zentral in der Sommeracher Gemarkung ist das Straßendorf selbst zu finden. Es entstand parallel zum Main und ist nach Nordwesten bzw. Südosten ausgerichtet. Der Sommeracher Altort wird heute von modernen Wohngebieten des 20. Jahrhunderts umgeben, wobei die kompakte Bebauung den Kern von den Siedlungen weiterhin unterscheidet. Zentrale Straße im Altort ist die Hauptstraße, die im Nordwesten als Nordheimer Straße weitergeführt wird. Sie teilt das alte Sommerach in einen kleineren nördlichen und einen größeren südlichen Teil (siehe auch: Ensemble Ortskern).
Anders als das benachbarte Nordheim wurde Sommerach von einer Ringmauer umgeben, die noch heute in weiten Teilen den Altort von der Umgebung trennt. Lediglich vier Tore, in den vier Himmelsrichtungen ausgerichtet, boten jahrhundertelang den Zugang zum Dorf. Erst zwischen 1875 und 1877 entstand der erste Aussiedlerhof im Norden des Altortes. Nach dem Zweiten Weltkrieg begann man auch vor dem Schwarzacher Tor Häuser zu bauen. Eine geplante Siedlungsbebauung mit Ein- oder Mehrfamilienhäusern begann in den 1960er Jahren. Mehrere Wohngebiete wurden ausgewiesen, wobei sich die Fläche des Dorfes verdreifachte.
Nördlich des Altortes ist seit dem 17. Jahrhundert der Friedhof zu finden; er wird heute vollständig von Wohngebieten umgeben. Weiter nördlich errichtete man die Grundschule. Neben den kleineren Wohnhäusern ziehen sich in einem Bogen um den Altort, der etwa dem Verlauf der Frankenstraße entspricht, größere Baulichkeiten und Hallen, die von den örtlichen Weingütern vor den Ortskern verlagert wurden. Die einzige rein industriell genutzte Fläche ist ebenfalls an der Frankenstraße zu finden.
Südlich des Maintores erstrecken sich die Sportanlagen des Dorfes. Hier entstand auch in den 1970er Jahren der Campingplatz „Katzenkopf“ am sogenannten Altmain. Ein Bolzplatz ist im äußersten Nordosten der bebauten Fläche zu finden. Die einzige Waldfläche in der Sommeracher Gemarkung liegt etwa 1,5 km im Osten der Euchariuskirche auf der anderen Seite des Mainkanals. Es handelt sich um den Spessart (auch Spaster) und das Ried.
Der Rest der Gemarkung wird von Weinbergen, dem Main und dem Kanal eingenommen, wobei die Weinberge sich in einem weiten Bogen vom Westen des Dorfes bis in den Südosten ziehen. Die Namen der Berge 'Rosenberg' (auf dem ein Aussichtsturm errichtet wurde) und 'Engelsberg' sind Neuschöpfungen nach den dort angebauten Weinlagen; eigentlich handelt es sich bei dem Berg um den Südhang des 287 m hohen Kreuzberges. Zweithöchste Erhebung ist der 211 m hohe Leitersberg unmittelbar im Osten der bebauten Fläche. Seit den 1950er Jahren existieren um Sommerach mehrere Baggerseen, die vor allem im Südosten der Gemarkung zu finden sind. Unmittelbar westlich von Sommerach befand sich bis ins 17. Jahrhundert das Dorf Ronobach, das heute eine Wüstung ist.

## Geschichte

### Vor- und Frühgeschichte (bis 1075)
Um die Siedlung Sommerach wurden wenige archäologische Funde aus vor- und frühgeschichtlicher Zeit gemacht. In der Umgebung war die Vogelsburg ein früher Mittelpunkt menschlicher Besiedlung. Der Berg im Zentrum der Mainschleife war bereits im Paläolithikum dauerhaft bewohnt. In der Bronzezeit, um 1500 v. Chr., errichteten die Bewohner dort Befestigungsanlagen, die in späteren Jahrhunderten weiter verstärkt wurden.
Nördlich von Sommerach auf einem heute vom Ortsfriedhof eingenommenem Areal, entstand um 800 v. Chr. ein Bestattungsplatz von Menschen der Hallstattkultur, die bereits Eisen für die Herstellung von Werkzeugen und Waffen nutzten und ihre Toten in Hügelgräbern begruben. Weiter im Norden, bereits auf Volkacher Gemarkung, haben sich weitere dieser Hügelgräber erhalten. Die zugehörige Siedlung war wohl im Osten des benachbarten Nordheim zu finden. Bei der Ausbaggerung der Seen an der Schwarzacher Straße kamen Funde aus der Bronzezeit zutage, die darauf schließen lassen, das hier eine Siedlung der Urnenfelderkultur erbaut worden war.
Später besiedelten die Kelten das Gebiet, wobei auch diese Menschen kaum Spuren in Sommerach hinterlassen haben. Sie saßen auf der Vogelsburg und begruben ihre Toten unterhalb des Berges nahe dem heutigen Escherndorf. Die Kelten wurden im Verlauf der Jahrhunderte von den Thüringern verdrängt. Im 5. nachchristlichen Jahrhundert folgten den thüringischen Stämmen die germanischen Franken, die an die Mainschleife vorstießen und dort erstmals staatsähnliche Verwaltungsstrukturen einrichteten. Auch führten sie das Christentum ein.
Der heutige Ort Sommerach entstand ebenfalls im 5. Jahrhundert, worauf der Ortsname mit der Endung -ach verweist. Im 6. und 7. Jahrhundert stabilisierten die Franken ihre Macht und begannen eine planmäßige Kolonisierung des Raumes. Sie etablierten auch die sogenannten Urgaue, wobei Sommerach dem nach dem Volkachbach benannten Volkfeld zugeordnet wurde. Im 7. oder 8. Jahrhundert gelangte auch der Wein aus dem heutigen Frankreich an den Main und es entstand die heutige Kulturlandschaft.

### Castell und Münsterschwarzach (bis 1306)
Die ältere Geschichtsschreibung datiert die Ersterwähnung des Ortes Sommerach auf das Jahr 1075. Damals verlor der Bamberger Bischof Hermann I. seine Ämter, wegen des Verdachts der Simonie und fand im Benediktinerkloster Münsterschwarzach unter dem Abt Egbert Zuflucht. Egbert hatte gute Beziehungen zu Gregor VII. und versuchte durch die erfolgte Exkommunikation Hermanns rückgängig zu machen. Obwohl dies misslang zeigte Hermann dem Abt seine Dankbarkeit durch Schenkungen. Unter anderem gelangten Güter und Weinberge in „villa Sumerah“ in Egberts Besitz.
Der Sommeracher Archivar Elmar Hochholzer brachte allerdings einen Übersetzungsfehler der Urkunde ins Gespräch und datiert die Erstnennung Sommerachs dementsprechend auf das Jahr 1084. In einer Urkunde ist hier von „Summerach“ die Rede. Wiederum werden Weinberge in der Umgebung des Dorfes genannt. Die Urkunde beinhaltet eine Schenkung des Bamberger Dompropstes Ulrich an das Kloster Münsterschwarzach. Beide Urkunden haben also die Mönche des nahen Klosters als Empfänger.
Anfang des 12. Jahrhunderts gehörte ein Großteil des Dorfes allerdings den Herren zu Castell, die als Vögte über die Benediktiner das wichtigste, weltliche Amt in der Abtei innehatten. Heinrich zu Castell veräußerte im Jahr 1115 viele Besitzungen an die Mönche von Münsterschwarzach unter Abt Rupert, darunter auch viele Güter in Sommerach. Die Casteller, die zu Beginn des 13. Jahrhunderts zu Grafen aufstiegen, blieben aber weiterhin an der Dorfherrschaft beteiligt.
Die Grafen gerieten im Verlauf des Jahrhunderts aber immer mehr unter Druck des aufsteigenden Hochstifts Würzburg, was schließlich zu kriegerischen Auseinandersetzungen führte, die auch im Umland von Sommerach ausgetragen wurden. Nach einer Fehde im Jahr 1230 verloren die Grafen einen Großteil ihrer Besitzungen, erhielten sie aber als Lehen Würzburgs zurück. Eine Linienspaltung des Hauses Castell 1265/1267 führte zu einer rapiden Verschuldung der Grafschaft.
Die Sommeracher Besitzungen waren der Linie vom Unteren Schloss zugeschlagen worden. Graf Heinrich II. zu Castell-Unterschloss wurde allerdings der hohen Schulden nicht mehr Herr und musste die Güter in Sommerach verpfänden. Pfandnehmer wurde wiederum das Kloster Münsterschwarzach. Dem Grafen gelang es nie die verpfändeten Güter wieder zurückzuholen. Mit seinem Tod entschied der Bischof von Würzburg 1306, das die Besitzungen endgültig an das Kloster fallen sollen, das damit zum wichtigsten Grundherren in Sommerach aufstieg.

### Markgrafen und Reformation (bis 1606)
Zugleich hatten aber auch mehrere Adelsgeschlechter Besitzungen in Sommerach. Zu den wichtigsten stiegen die Herren von Hohenlohe auf, die allerdings ihre Güter bereits 1328 an das Hochstift Würzburg abtraten. Im Laufe des 15. Jahrhunderts gewannen dann die Markgrafen von Brandenburg-Ansbach an Bedeutung entlang des Maindreiecks. Im Jahr 1461 überfiel Markgraf Albrecht Achilles das Dorf im Fürstenkrieg und wütete im Ort so, dass „alle Buch und Brief zerrissen“ waren.
Ein Jahr später wurde der Ort neuerlich geplündert, diesmal fiel der markgräfliche Amtmann aus Kitzingen, Georg Gebsattel, in Sommerach ein. Dabei wurde auch das Archiv der Gemeinde zerstört. Die Markgrafen gingen in der Folgezeit dazu über, Güter in Sommerach legal zu erwerben. So kauften sie im Jahr 1502 von Sigmund von Seinsheim das Schloss Stephansberg, das zusammen mit vier Untertanen in Sommerach zum Verkauf stand. Damit hatten die Markgrafen sich im Ort als Grundherren etabliert.
Während des Deutschen Bauernkrieges schlugen sich die Sommeracher aufseiten der aufständischen Bauern. Sie plünderten zusammen mit den Stadtschwarzachern das Kloster Münsterschwarzach, um die verhassten Abgaben nicht mehr länger zahlen zu müssen. Später nahmen sie mit ihren Nordheimer Nachbarn als Teil des Volkacher Fähnleins an der Belagerung der Marienburg oberhalb Würzburgs teil. Nach der Niederschlagung des Aufstandes mussten die Sommeracher Frondienste zum Wiederaufbau der Abtei leisten.
Spätestens in der Mitte des 16. Jahrhunderts geriet der Ort in die Wirren der Reformation. Die Dorfherrschaft teilten sich zu diesem Zeitpunkt das katholische Kloster Münsterschwarzach, das ebenfalls katholische Hochstift Würzburg und die lutherischen Markgrafen, sowie mehrere kleinere Adelsgeschlechter, wie die Fuchs von Bimbach, die Echter und die Herren von Vestenberg. Zwar blieb der Großteil der Bewohner katholisch, allerdings lebten nun auch Protestanten in Sommerach.
Die konfessionelle Spaltung war 1553 ein Glücksfall für die Bewohner. Markgraf Albrecht Alcibiades versuchte im Zweiten Markgrafenkrieg die Vorherrschaft in Franken zu erlangen. Er zog durch die Dörfer der Umgebung und ließ sie häufig in Brand setzen. In Sommerach verzichtete er jedoch auf die Zerstörung durch Feuer, da auch Protestanten hier lebten. Dennoch wurden Kirche und Rathaus geplündert und das Dorf erlitt schwere Verluste an Archivalien.

### Glaubenskonflikte (bis 1681)
In der Folgezeit versuchten die Dorfherren, insbesondere das Kloster Münsterschwarzach, durch den Bau einer Ummauerung ihre Untertanen zu beschützen. Das letzte Tor, das in Richtung der Fährstelle am Main lag, wurde 1585 fertiggestellt. Zu Beginn des 17. Jahrhunderts wurde Sommerach dennoch von einer Pestepidemie heimgesucht, bei der bis 1611 mindestens 24 Menschen starben. Insgesamt zwei Ortspfarrer der im 16. Jahrhundert neu errichteten, katholischen Euchariuskirche wurden ebenfalls Opfer der Seuche.

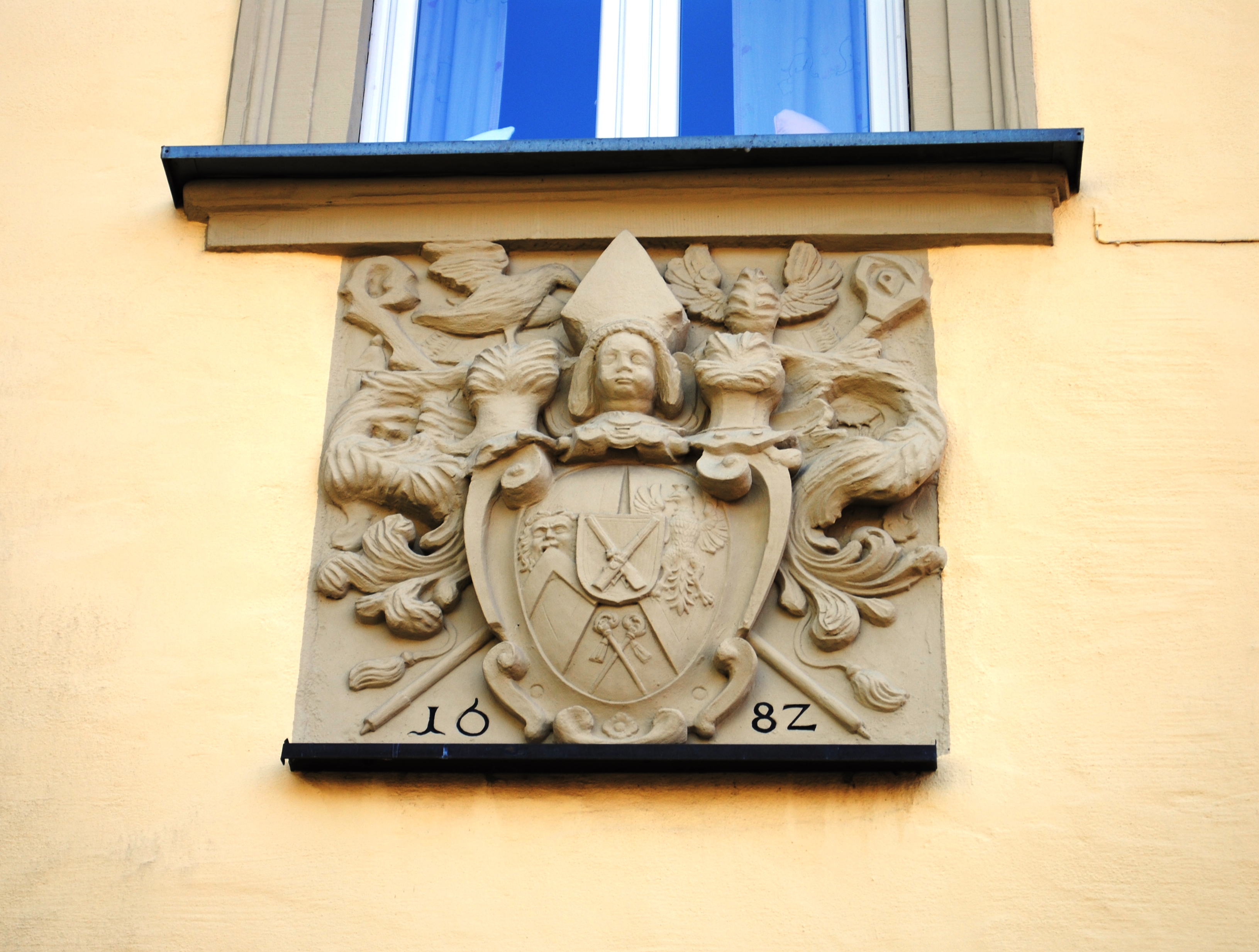
Wappen von Abt Plazidus Büchs am Zehnthof

Mit dem Prager Fenstersturz begann dann 1618 der Dreißigjährige Krieg, der die konfessionellen Spannungen im Heiligen Römischen Reich neu befeuerte. Zunächst mussten die Sommeracher höhere Steuern zahlen, erst 1629 erreichte der Krieg direkt die fränkische Gemeinde. Die protestantischen Schweden quartierten sich im Ort ein und brachten auch Krankheiten mit, die insgesamt 42 Menschen das Leben kosteten. Noch nach dem Frieden 1648 mussten die Bewohner des Dorfes Kriegsabgaben zahlen.
Auch in den folgenden Jahren belasteten Durchzüge und Einquartierungen die Sommeracher schwer. 1674 zogen markgräfliche Truppen während des Nordischen Krieges durch den Ort, 1677 nahmen herzoglich-holsteinische Truppen Winterquartier in Sommerach. Im Jahr 1681 waren Soldaten des Herzogs Heinrich von Sachsen einquartiert. Zusätzlich zog man eine hohe Kriegssteuer von den Bewohnern ein. Zu den Soldaten kam auch noch ein schwelender Rechtsstreit der Dorfherren hinzu.
Inzwischen hatten vier Herren das Dorf unter sich aufgeteilt. Zu Beginn des 17. Jahrhunderts besaßen die Mönche von Münsterschwarzach 124 Untertanen im Ort, Würzburg 16, der Markgraf fünf und die Herren von Milchling, die 1589 mehrere Höfe in Sommerach erworben hatten, insgesamt vier Untertanen. Die Familie Milchling starb allerdings im Jahr 1653 aus, das Erbe war umstritten. Diese Situation löste den Sommeracher Erbfolgestreit aus.
Die Würzburger wollten das sogenannte Milchling-Haus im Ort zu ihren Besitzungen hinzuziehen, was die Markgrafen allerdings verweigerten. Nun begann eine jahrzehntelange, gerichtliche Auseinandersetzung zwischen den Parteien, die in Sommerach selbst von Beleidigungen und Schlägereien der Bevölkerung begleitet wurde. Erst ein Vergleich des Juristen Johannes Fegelein führte zu einem Kompromiss und die Milchling-Güter wurden 1668 unter den Konfliktparteien aufgeteilt.

### „Sommeracher Revolution“ (bis 1848)
Im 18. Jahrhundert hatten sich die drei Dorfherren etabliert und Sommerach florierte wirtschaftlich. Hierzu trugen die beendeten Streitigkeiten und eine relativ lange Friedensphase ebenso bei, wie die Blüte des Weinbaus. Nichtsdestotrotz war der Ort insbesondere am Ende des Jahrhunderts immer wieder von Durchzügen betroffen. Zugleich wuchs die jüdische Gemeinde, die seit dem 16. Jahrhundert in Sommerach bestand, stark an, weil die Juden aus dem nahen Kitzingen 1763 vertrieben worden waren. Allerdings war die religiöse Minderheit hier auch nicht vor Verfolgungen verschont, wie die Verwüstung der Synagoge von Sommerach während der Hep-Hep-Krawalle 1819 deutlich macht. → siehe auch: Jüdische Gemeinde Sommerach

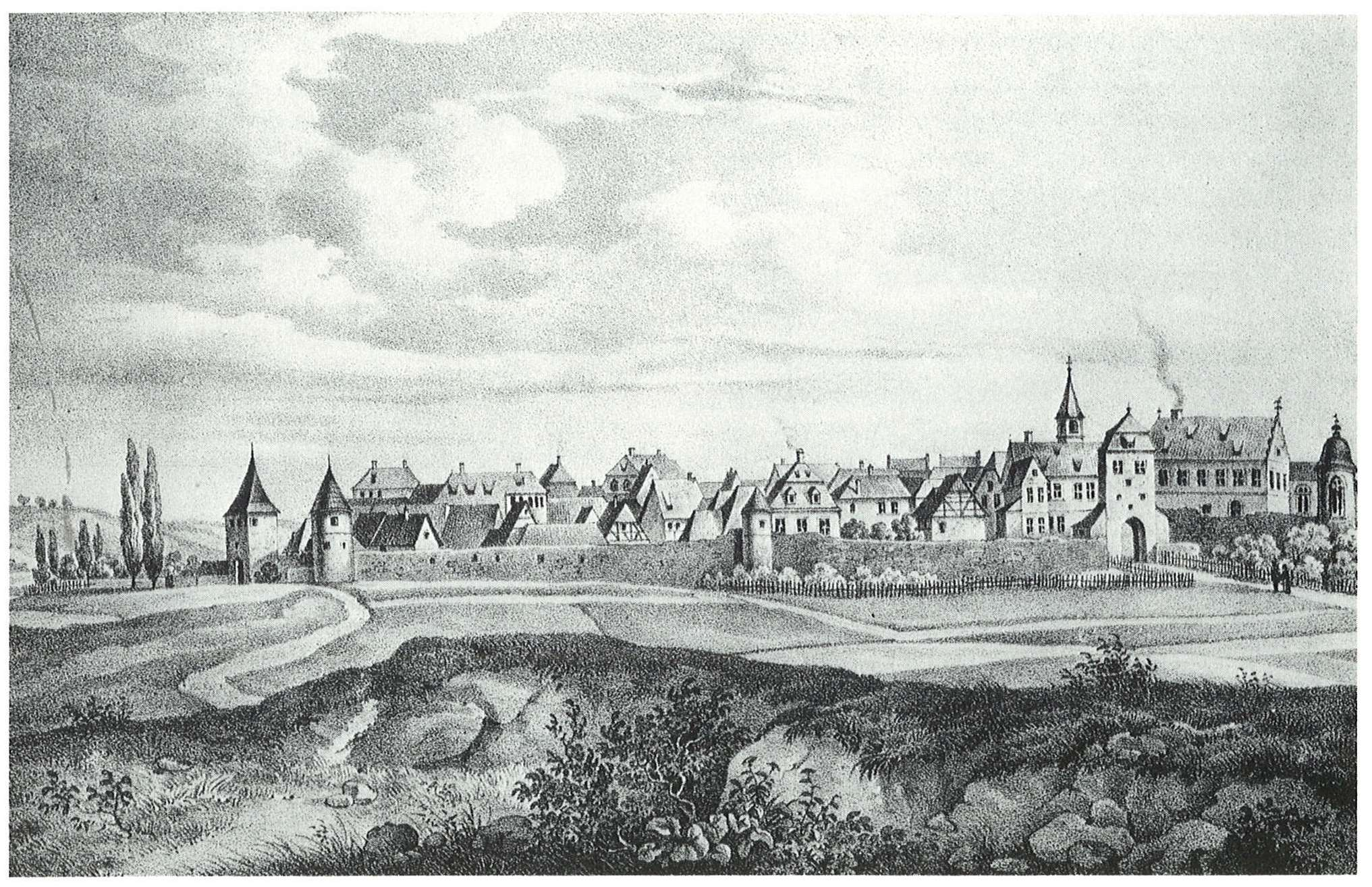
Sommerach auf einer Lithographie von Anton Schleich, um 1840

Im Jahr 1803 endete die mittelalterliche und frühneuzeitliche Gesellschaftsordnung abrupt. Bei der durch Napoleon angestoßenen Säkularisation des Kirchenbesitzes wurden das Hochstift Würzburg und die Abtei Münsterschwarzach aufgelöst, die jahrhundertelang die Geschicke des Dorfes bestimmt hatten. Durch die Mediatisierung verschwand auch die Markgrafschaft. Sommerach kam zum vergrößerten Kurfürstentum Pfalzbayern, es folgte 1806 eine Zwischenzeit im Großherzogtum Würzburg, 1814 kam das Dorf endgültig zum mittlerweile zum Königreich aufgestiegenen Bayern.
Die neue Gesellschaftsordnung stärkte die Rechte des einzelnen, der nun zum Staatsbürger aufstieg. Sie zerstörte aber auch weitgehend die frühneuzeitliche Wirtschaftsordnung. Da die Klöster als große Weinabnehmer wegfielen und die Winzer, die nun in Eigenregie wirtschafteten, begannen auch schlechte Lagen mit Weinreben zu bestocken, kam es zu einem Niedergang des Weinbaus. Diese Entwicklung wurde noch durch die Exportzölle für den Wein und den gleichzeitigen Einführung des Bieres verstärkt.
Überall in Bayern waren in den ersten Jahrzehnten des 19. Jahrhunderts liberale Ideen auf dem Vormarsch. Die Mainschleife und insbesondere Sommerach entwickelte sich zu einem Zentrum des Liberalismus, der von der Regierung unterdrückt werden sollte. Durch das Gaibacher Fest von 1832 verstärkten sich die Tendenzen. Im Gasthof zum Schwan traf sich jeden Nachmittag eine Gesellschaft, zu denen der Gastwirt Dominikus Mohr und der Bauer Zänglein gehörten.
Die Polizeiorgane, die den freiheitlichen Umtrieben entgegenwirken sollten, legten der Kreisregierung am 25. September 1832 einen ersten Bericht vor. Später kam es durch Hausdurchsuchungen bei den Verdächtigen, die allerdings keine Ergebnisse brachten. Ab Oktober 1832 verbot das Landgericht Volkach den Sommerachern Veranstaltungen in ihren Häusern abzuhalten. Erst mit dem überraschenden Tod Zängleins im Jahr 1834 endeten die Nachforschungen. Während der Märzrevolution 1848 organisierte sich ein Freikorps in Sommerach, das die liberalen Revolutionäre unterstützte.

### In Bayern (bis heute)
Die zweite Hälfte des 19. Jahrhunderts war dann weiterhin vom Niedergang des Weinbaus geprägt. Die Gemeinde versuchte durch den Obstanbau neue Einnahmen zu generieren. Im Jahr 1868 erwarb die Gemeinde einen Anteil am Spessart-Wald, östlich von Sommerach. Hier wurde in der Folgezeit die Rodungen vorangetrieben, da man durch eine Erweiterung der Fläche auf eine Belebung der Landwirtschaft hoffte. Drei Jahre zuvor, 1865, hatte Sommerach eine Postexpedition erhalten, 1866 wurden eiserne Röhren für die Wasserleitung verlegt.
Im Deutsch-Französischen Krieg 1870/1871 wurden insgesamt 16 Sommeracher an die Front geschickt, ein einziger Soldat aus dem Dorf starb. Im Ort zerstörte ein großes Unwetter im Juli 1879 die gesamte Ernte, ein Jahr später wurde der Raiffeisenverein in Sommerach gegründet. 1908 trat der Main über die Ufer und vernichtete wiederum weite Teile der Felder und die restlichen Weinberge. Erst in der zweiten Hälfte des 20. Jahrhunderts konnte sich der Weinbau wieder etablieren.
Während des Ersten Weltkrieges fielen insgesamt 25 Sommeracher. Sechs kehrten später aus der Kriegsgefangenschaft in das Dorf zurück. Im Jahr 1920 veranstaltete die Gemeinde ihnen zu Ehren ein großes Fest, während dem jeder der Heimkehrer 70 Mark erhielt. Sommerach wurde, ebenso wie die Orte der Umgebung, stark von der Inflation während der Weltwirtschaftskrise getroffen. Die Entlohnung des gemeindlichen Wasserwarts stieg von 6.000 Mark auf insgesamt 3.000.000 Mark.
Die „Machtergreifung“ der Nationalsozialisten im Jahr 1933 brachte zunächst eine Umbenennung der Ortsstraßen. Die Sommeracher ernannten Adolf Hitler zu ihrem Ehrenbürger und leisteten damit der allgemeinen Euphorie Vorschub. Im Ort existierte seit dem Ende des 19. Jahrhunderts keine jüdische Bevölkerung mehr, allerdings beteiligten sich SA-Leute aus Sommerach im Jahr 1938 auswärts an den Überfällen in der Reichspogromnacht.
Im Ort selbst gerieten vor allem kirchlich Engagierte ins Fadenkreuz der politischen Verfolgung. So wurde der Bruder des Münsterschwarzacher Abtes Burkhard, Alfons Utz in Würzburg verhaftet und wegen „staatsfeindlicher Äußerungen“ unter Arrest gestellt. Die Jugendorganisationen des NS-Regimes fanden auch in Sommerach großen Anklang und man veranstaltete Heimabende der Hitlerjugend und des Bundes Deutscher Mädel im Maintorturm.
Mit dem Kriegsbeginn 1939 nahm man Evakuierte aus Berg in der Pfalz und Pirmasens in Sommerach auf. Ab Herbst 1942 quartierte man auch Düsseldorfer, Schweinfurter und Kitzinger hier ein. 1945 lebten 132 ausgebombte Würzburger im Ort. Zugleich mussten französische, polnische und ukrainische Kriegsgefangene auf den Feldern der Sommeracher schuften. Während des Krieges starben insgesamt 46 Sommeracher auf den Schlachtfeldern in Europa.
Der Krieg endete in Sommerach am 7. April 1945. Der Ort wurde vom Prosselsheimer Wald aus beschossen, wobei Gebäudeschäden entstanden. Auf Veranlassung des Pfarrers wurde nun die Weiße Fahne gehisst. Allerdings rückten am Abend noch einige SS-Truppen ein und nahmen das Ratsmitglied Franz Weickert nach Bamberg mit. Hier erhielt er das Todesurteil, das allerdings nicht mehr vollstreckt wurde. Am 8. April marschierten die Amerikaner in Sommerach ein.
Die Nachkriegszeit war in Sommerach vom Wiederaufbau geprägt. Durch die Heimatvertriebenen insbesondere aus Schlesien wuchs die Bevölkerung und neue Baugebiete am Rande des Altortes wurden ausgewiesen. In den 1950er Jahren entstand der Mainkanal, dem Sommerach die Lage auf der Weininsel verdankt. Im Jahr 1978 schloss sich Sommerach der Verwaltungsgemeinschaft Volkach an und verlagerte damit die Verwaltungsangelegenheiten ins nahe Volkach.

### Ortsname
Der Ortsname Sommerach weist bereits auf eine germanische Gründung hin, was das Dorf zu einer der ältesten Siedlungen in der Umgebung macht. Die Endung -ach, die aus dem Germanischen stammt und sich von aha, fließendes Wasser ableitet, gibt Hinweise auf die geografischen Begebenheiten um Sommerach. Der Name entstand zunächst für den Sommerachbach, der nahe dem Dorf in den Main mündet. Später übertrug sich der Name auf die Siedlung beim Bach.
Das Präfix Sommer- für Bach und Dorf wurde wahrscheinlich wegen der Lage am sonnigen Südhang gewählt. Ältere Sagen erklären, dass Sommerach zunächst einen anderen Namen trug und man den heutigen erst annahm, als der Weinbau im 9. Jahrhundert seinen Siegeszug antrat. Es bleibt allerdings unklar, wie Sommerach zuvor geheißen haben soll. Der Münsterschwarzacher Klosterchronist Burkard Bausch leitete im 17. Jahrhundert den Namen ebenfalls von der guten Sonneneinstrahlung zum Anbau von Wein ab.
Der Ortsname war in den Urkunden des Mittelalters und der Frühen Neuzeit einer gewissen Veränderung ausgesetzt. In den frühen Diplomen des 11. Jahrhunderts ist von der „villa Sumerah“ (lat. Dorf Sommerach) die Rede, 1084 wurde der Ort bei seiner wahrscheinlichen Ersterwähnung „Summerach“ genannt. Bausch erwähnt den Namen „Sommerau“, der allerdings historisch nicht gesichert ist. Noch im 18. Jahrhundert besaß das Dorf den Zusatz „am Sand“, der die Bodenzusammensetzungen in der Umgebung beschreibt.
Neuere Vermutungen gehen von einer wendisch-slawischen Herleitung des Ortsnamens aus. Danach läge dem Ort das in allen slawischen Sprachen vorkommende som oder sum zugrunde. Das Wort beschreibt den Fisch Wels, der in der Vergangenheit in den kleinen Mainzuflüssen vorkam. In Kombination mit dem altgermanischen -aha entstand als wendisch-deutscher Mischname Suma[r]ach, der welsreiche Bach, der sich nach dem gleichnamigen Gewässer auch für die Siedlung etablierte.

### Verwaltung und Gerichte
| Die folgenden Verwaltungseinheiten waren Sommerach übergeordnet. - bis nach 1230: Grafen zu Castell - bis 1803: Kloster Münsterschwarzach im Hochstift Würzburg - bis 1862: Landgericht älterer Ordnung Volkach im Untermainkreis, ab 1837 Unterfranken - bis 1872: Bezirksamt Volkach in Unterfranken - bis 1972: Bezirksamt Gerolzhofen, ab 1939 Landkreis Gerolzhofen in Unterfranken - ab 1972: Landkreis Kitzingen in Unterfranken |  | Gerichtlich unterstand Sommerach folgenden Instanzen. - bis 1803: Zentgericht Stadtschwarzach im Hochstift Würzburg - bis 1862: Landgericht älterer Ordnung Volkach - bis 1879: Landgericht Volkach - bis 1966: Amtsgericht Volkach im Landgerichtsbezirk Schweinfurt - bis 1973: Amtsgericht Gerolzhofen im Landgerichtsbezirk Schweinfurt - ab 1973: Amtsgericht Kitzingen im Landgerichtsbezirk Würzburg |  |

### Einwohnerentwicklung
Das Klosterdorf Sommerach war in Mittelalter und Früher Neuzeit lange Zeit das einwohnerreichste Dorf im Einflussbereich der Abtei Münsterschwarzach, weshalb es, anders als das benachbarte Nordheim mit einer Ringmauer umgeben wurde. Durchzüge und kriegerische Einfälle dezimierten die Bevölkerung. So starben um 1630 insgesamt 24 Personen an der Pest, die Einquartierungen der Schweden rafften 42 Sommeracher dahin. Noch Anfang des 17. Jahrhunderts lebten 149 Familienvorstände im Ort, was auf eine Einwohnerzahl von etwa 650 Personen schließen lässt.
Mit dem Übergang an Bayern wurden die Einwohnerzahlen dann regelmäßiger überliefert. Im Jahr 1814 war Sommerach mit 923 Einwohnern die zweitgrößte Gemeinde im Landgericht Volkach (nach Volkach), verlor diese Position allerdings bald gegenüber Nordheim am Main. Zu Beginn des 20. Jahrhunderts machte sich der Niedergang des Weinbaus auch in den Zahlen der Einwohner bemerkbar. 1916 war ein neuer Tiefststand von 730 Personen erreicht.
Nach dem Zweiten Weltkrieg wuchs die Einwohnerzahl kurzzeitig, weil der Ort viele Flüchtlinge aufnahm. Bereits während des Zweiten Weltkrieges waren viele Evakuierte in Sommerach untergebracht. Der Niedergang konnte erst in den 1970er Jahren gestoppt werden, was auch mit dem Wiedererstarken des Weinbaus und der Etablierung des Tourismus in der Gemeinde zusammenhängt. 1978 überschritt man erstmals die 1000-Einwohner-Marke, 2004 wurden mit 1414 das bisherige Allzeithoch geknackt. Seitdem nimmt die Einwohnerzahl langsam ab. Heute leben etwa 1300 Menschen in Sommerach.
| Jahr | Einwohner | Jahr | Einwohner | Jahr | Einwohner |
| ---- | --------- | ---- | --------- | ---- | --------- |
| 1814 | 923       | 1916 | 730       | 1978 | 1079      |
| 1833 | 893       | 1930 | 809       | 1986 | 1183      |
| 1850 | um 940    | 1938 | 761       | 1990 | 1206      |
| 1877 | 881       | 1946 | 879       | 1997 | 1313      |
| 1883 | 900       | 1954 | 917       | 2003 | 1397      |
| 1896 | 841       | 1961 | 820       | 2004 | 1414      |
| 1905 | 752       | 1972 | 958       | 2018 | 1345      |

Im Zeitraum 1988 bis 2018 stieg die Einwohnerzahl von 1184 auf 1345 um 161 Einwohner bzw. um 13,6 %. 2009 hatte die Gemeinde 1443 Einwohner.
Quelle: BayLfStat

## Politik

### Wahlen und Bürgermeister
Ähnlich wie in den Dörfern der Umgebung lebten in Sommerach während Mittelalter und Früher Neuzeit überwiegend abhängige Untertanen, die einem Herren unterstellt waren. Die Herren (zeitweise vier) setzten Schultheiße ein, die sie gegenüber der Bevölkerung vertreten sollten. Dem Bürgermeister, der Sprachrohr der Gemeinde war, wurden die vier Viertelmeister und der Gotteshausmeister als Räte zur Seite gestellt.
Die Schultheiße erließen Dorfordnungen, in denen das Zusammenleben im Dorf geregelt war. Unter anderem organisierte man in den Ordnungen die Berufe in Sommerach. Hier wurde auch festgelegt, dass die jeweiligen Schultheiße gemeinsam das Siegel und den Stab führen durften. Aufbewahrt wurden dieses Gegenstände in einem Haus, das dem Kloster Münsterschwarzach gehörte. 1504 erließ der Würzburger Fürstbischof Lorenz von Bibra eine neue Dorfordnung.
Vertreter der Gemeinde waren auch beim Hochgericht des Klosters vertreten, das zeitweise im Dorf selbst tagte. Es fand dreimal im Jahr statt und der Schultheiß von Münsterschwarzach hatte den Vorsitz. Das Dorfgericht, das vor allem über kleinere Strafsachen urteilte, fand dagegen mehrmals im Jahr statt. In einer zweiten Instanz konnten die Sommeracher das sogenannte Kreuzganggericht in Münsterschwarzach anrufen. Die anderen Herren hatten ebenfalls weitere zweitinstanzliche Gerichte.
| Vinzenz Weickert   | 1894–1905        | Winzer, † 11. Juni 1908                                                                                 |
| Peter Engert       | 1905–1919        | |
| Kaspar Hehn        | 1919–1923        | † 13. Oktober 1923                                                                                      |
| Heinrich Mechler   | 1923–1943        | zunächst kommissarisch, † 18. August 1943                                                               |
| Franz Weickert     | 1943–1945        | Erste Amtszeit, von amerikanischer Militärregierung abgesetzt, Ehrenbürger                              |
| Georg Zang         | 1945–1952        | von amerikanischer Militärregierung eingesetzt                                                          |
| Franz Weickert     | 1952–1960        | Zweite Amtszeit, Ehrenbürger                                                                            |
| Johann Streng      | 1960–1981        | Wahl 1960 muss wegen Anfechtung wiederholt werden, „Altbürgermeister“ und Ehrenbürger, † 8. August 1997 |
| Rupert Schlereth   | 1981–1998        | FWG, ab 1990 CSU, † 29. Mai 1998                                                                        |
| Elmar Henke        | 1998–2020        | CSU, Weinbautechniker                                                                                   |
| Elisabeth Drescher | seit 1. Mai 2020 | CSU |

Seit der Mitte des 19. Jahrhunderts werden die Gemeinderäte von einem Großteil der Bevölkerung gewählt. Heute besteht der Gemeinderat von Sommerach aus insgesamt zehn Gemeinderäten, dem Bürgermeister und seinen zwei Stellvertretern. Seit der Kommunalwahl 2014 haben die Freien Wähler (FWG) die Mehrheit im Stadtrat. Der Erste Bürgermeister Elmar Henke wurde als Kandidat der FWG und der CSU aufgestellt, ist allerdings CSU-Mitglied. 2020 verloren die Freien Wähler ihre Mehrheit gegenüber der CSU. Zur Nachfolgerin von Henke wurde am 15. März 2020 Elisabeth Drescher (CSU) mit 76,3 % der gültigen Stimmen gewählt.
Bei Landtagswahlen wählten die Sommeracher in der Vergangenheit immer überwiegend die CSU. Allerdings verlor die Partei während der letzten Landtagswahlen erheblich an Zustimmung. Stimmten 1990 noch 81,7 % für die Partei, entfielen 2018 nur noch 41,6 % auf die CSU. Die Wähler wanderten überwiegend zur FW (2018: 18,5 %) und den Grünen (2018: 14,6 %). Bei Bundestagswahlen wurde die SPD (2017: 14,1 %) zumeist zweitstärkste Kraft nach der CSU (2017: 46,8 %). Die traditionell hohe Wahlbeteiligung der Sommeracher nimmt lediglich bei Europawahlen stark ab, so gingen 2014 nur 55,1 % der Wahlberechtigten auch wählen.

### Partnerschaften
- Sommerach hat seit 2002 eine Partnerschaft mit der französischen Gemeinde Dizy im Département Marne. Bereits seit 1997 nahmen beide Orte Kontakt zueinander auf. Im September 2002 unterzeichnete man in Sommerach die Partnerschaftsvereinbarung, 2004 wurde eine solche auch in Dizy unterzeichnet. Die beiden Gemeinden sind durch ihre jahrhundertealte Weinbautradition miteinander verbunden.
- Die Gemeinde Sommerach hatte zwischen 1996 und 2004 eine Patenschaft für das Pionierbataillon 12 der Bundeswehr übernommen, das in der Mainfranken-Kaserne im nahen Volkach stationiert war. Mit der Verlegung des Bataillons wurde die Patenschaft aufgelöst.[30]

### Wappen
| Wappen von Sommerach | Blasonierung: „Geteilt; oben in Blau wachsend ein silberner Abt, einen silbernen Kelch in der Rechten und einen silbernen Abtstab in der Linken haltend; unten in Silber drei zwei zu eins gestellte rote fünfstrahlige Sterne.“ |
| Wappen von Sommerach | Wappenbegründung: Das Gemeindewappen wurde von einem Dorfgerichtssiegel abgeleitet. Der Originalstempel stammt aus der Zeit um 1500. Der Abt weist auf die Grund- und Gerichtsherrschaft des Klosters Münsterschwarzach hin. Die Sterne werden als Ortszeichen gedeutet. Die Farben der oberen Schildhälfte sind die Hauptfarben des Klosterwappens. Die Farben Rot und Silber sind die Farben Frankens. |

## Kultur und Sehenswürdigkeiten

### Baudenkmäler

#### Ensemble Ortskern Sommerach
Das befestigte Weinbauerndorf besitzt einen klar gegliederten Grundriss: Innerhalb der im Oval geführten Ortsmauer verläuft die Marktstraße der Längsachse nach; ihre leicht verschobene Lage lässt nur eine einseitige Abzweigung von Nebengassen zu, die sich durch rechtwinklige Führung auszeichnen. Die Umbauung der Pfarrkirche und ihre Abriegelung gegen den Markt hin lässt auf eine ursprüngliche Eigenbefestigung des Kirchenbezirks schließen.
Die Marktstraße erweitert sich vom Schwarzacher Tor stetig nach Westen und bildet vor dem Rathaus einen breiten Platz. Stattliche Weinbauernhöfe des Barock umschließen die Platzstraße; auf der Nordseite wenden sie dem Straßenraum jeweils die Giebelseite ihres Wohngebäudes und ein breites Hofportal zu, während auf der Südseite die Traufstellung der Wohnhäuser eine geschlossene Front ergibt. In den Nebengassen besteht die Bebauung aus Häckerhöfen und Kleinhäusern, meist aus dem 18. und 19. Jahrhundert, durchmischt mit einigen stattlichen Barockbauten. Unter den Nebengassen besitzt die auf das Maintor zulaufende Maintorstraße übergeordnete Bedeutung.

#### St. Eucharius

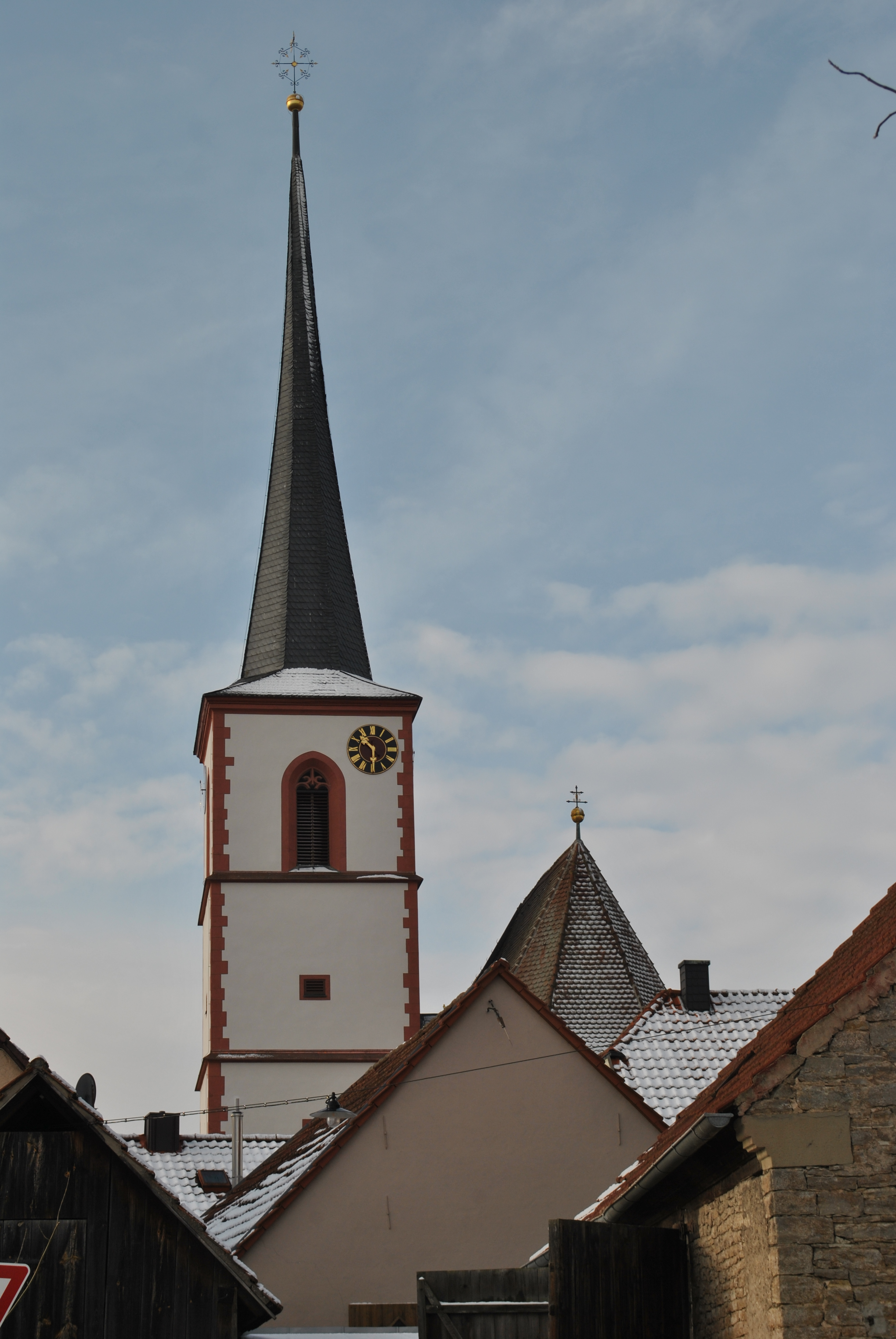
Die Kirche St. Eucharius in Sommerach

Die Kirche St. Eucharius wurde bereits im 14. Jahrhundert erstmals urkundlich erwähnt, allerdings bestand wohl bereits zuvor eine kleine Kapelle an derselben Stelle. Im Jahr 1351 unterstellte man sie dem Patrozinium „aller Heiligen“. Unter dem Würzburger Fürstbischof Friedrich von Wirsberg entstand dann ab 1560 das heutige Gotteshaus, 1589 wurde der Turm ergänzt. Im 18. Jahrhundert erweiterte man den Chor. In der Folgezeit wurde die Kirche mehrmals renoviert, letztmals im Jahr 2018.
Das Gotteshaus hat ein einschiffiges Langhaus, das von drei Fensterachsen unterbrochen wird. Die Fenster sind spitzbogig und wurden mit Maßwerk verziert. Der Chor ist eingezogen und schließt auf drei Seiten ans Langhaus an. Besonders eindrucksvoll ist der Turm des 16. Jahrhunderts. Er wurde im Zuge der Gegenreformation errichtet und symbolisiert mit seiner für Mainfranken typischen Julius-Echter-Spitze die Rückgewinnung des Ortes für die katholische Kirche.
Die Innenausstattung von St. Eucharius erfuhr im Laufe der Jahrhunderte immer wieder Veränderungen. So gelangte im Jahr 1757 das Altarblatt des Hochaltars ins Kircheninnere. Es war vom österreichischen Hofmaler Franz Müller für die Balthasar-Neumann-Kirche in Münsterschwarzach geschaffen worden. Die Seitenaltäre kamen 1796 hierher und präsentieren sich im Empire-Stil. Daneben haben sich mehrere Grabsteine aus dem 16. und 17. Jahrhundert erhalten. Die Kanzel stammt aus dem Jahr 1605.

#### Rathaus
Das Rathaus der Gemeinde Sommerach besteht eigentlich aus zwei Gebäuden, von denen nur eines als Baudenkmal gelistet wird. Der ältere Bau am Kirchplatz 4 wurde zwischen 1661 und 1664 erbaut. Am Bau des Hauses beteiligte sich auch die Abtei Münsterschwarzach, weil sie hier auch ein Weinlager einrichten durfte. Zunächst brachte man in dem Haus die Schule des Ortes und die Lehrerwohnung unter. Im Jahr 1971 wurde auch der Altbau zum Rathaus umgebaut, die Schule wurde an den Ortsrand verlegt. Im älteren Teil des Rathauses richtete die Gemeinde im Jahr 2001 eine Vinothek ein (siehe auch: Bildung).
Der neuere Bau des Rathauses, der nicht als Baudenkmal geschützt ist, entstand im Jahr 1821. Er wurde im Stil des Klassizismus erbaut, wobei der Einfluss Leo von Klenzes deutlich wird. Das Rathaus beherbergte zeitweise nach dem Zweiten Weltkrieg ebenfalls auch Schulsäle. Seit 1979 wurde hier auch das Gemeindearchiv untergebracht. Im Zuge des Anschlusses an die Verwaltungsgemeinschaft Volkach baute man das Gebäude zu einem „Haus des Bürgers“ um. Hier ist ein großer Tagungssaal im Obergeschoss zu finden. Daneben hat weiterhin der Sommeracher Bürgermeister seinen Amtssitz in dem Haus. 2005 renovierte der Architekt Dag Schröder die Fassade.

#### Ortsbefestigung

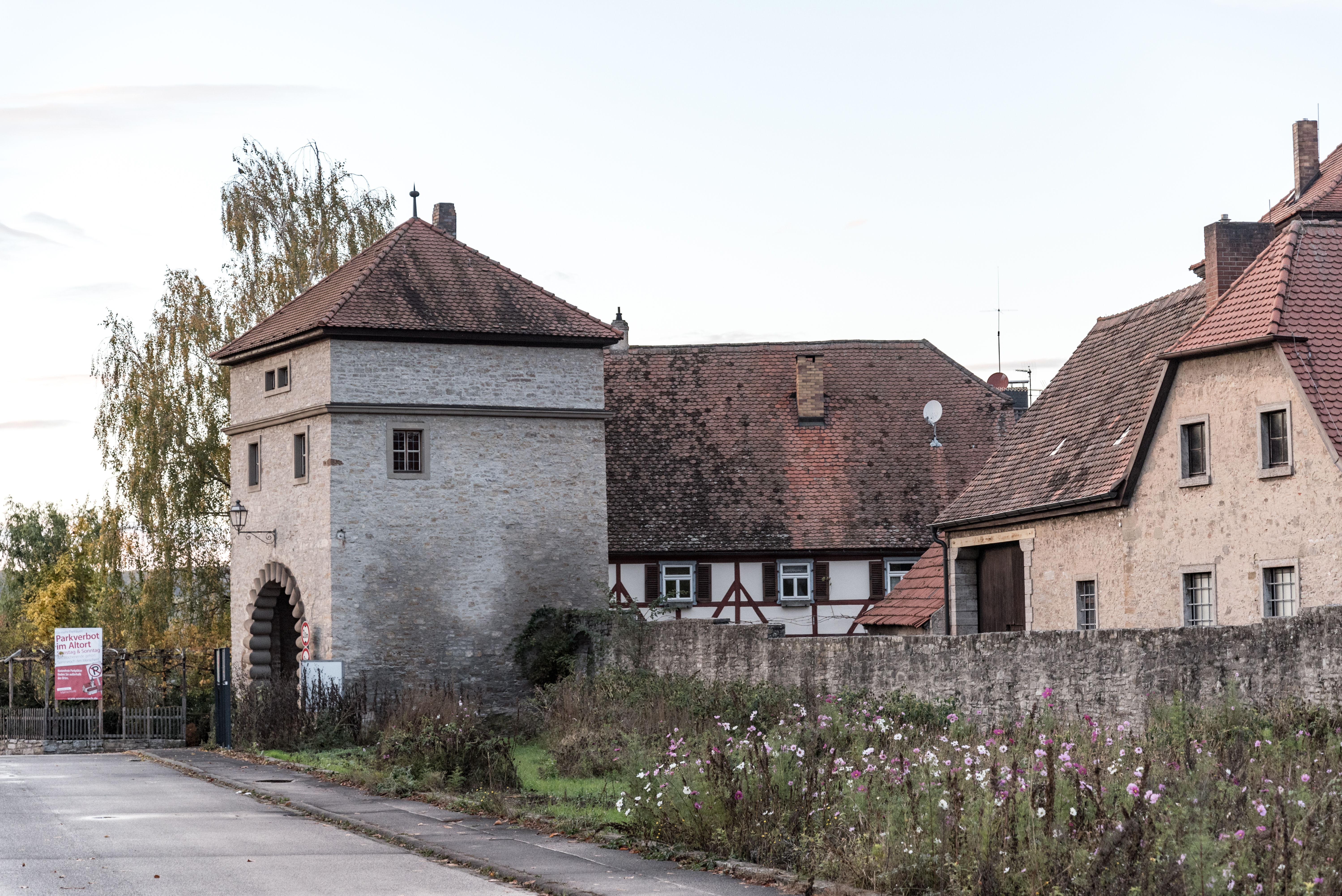
Das Maintor mit Überresten der Mauer

Sommerach war jahrhundertelang vollständig von einer Dorfmauer umgeben, die den Ort vor Überfällen schützen sollte. Die Befestigung war notwendig geworden, um den im 15. Jahrhundert wichtigsten Besitz der Mönche von Münsterschwarzach zu sichern. Erst um 1550 war die Befestigung fertiggestellt und Abt Wolfgang Zobel von Münsterschwarzach erließ eine „Schaarwächterordnung“ zur Bewachung der Mauer. Im 17. Jahrhundert verlor die Befestigung ihre militärische Bedeutung und verfiel. Erst zu Beginn des 20. Jahrhunderts stellte man die erhaltenen Reste unter Schutz.
Insgesamt besaß die Ortsbefestigung vier Tore, die in Richtung der angrenzenden Orte Gerlachshausen/Münsterschwarzach, Dettelbach bzw. dem Main, Volkach und Nordheim am Main ausgerichtet waren. Zwei der Tore haben sich noch vollständig erhalten. Die Anlage der Tore legte die Hauptachse des Dorfes in der Frühen Neuzeit fest, sodass Sommerach noch heute durch das von den Toren gebildete Straßenkreuz geprägt wird (Hauptstraße, Schwarzacher Straße, Lindenallee, Volkacher Straße, Nordheimer Straße). Von den Türmen, die insbesondere die wichtigen Ecken der Ringmauer überwachen sollten, haben sich noch zwei erhalten.

#### Zehnthof und Amtshäuser

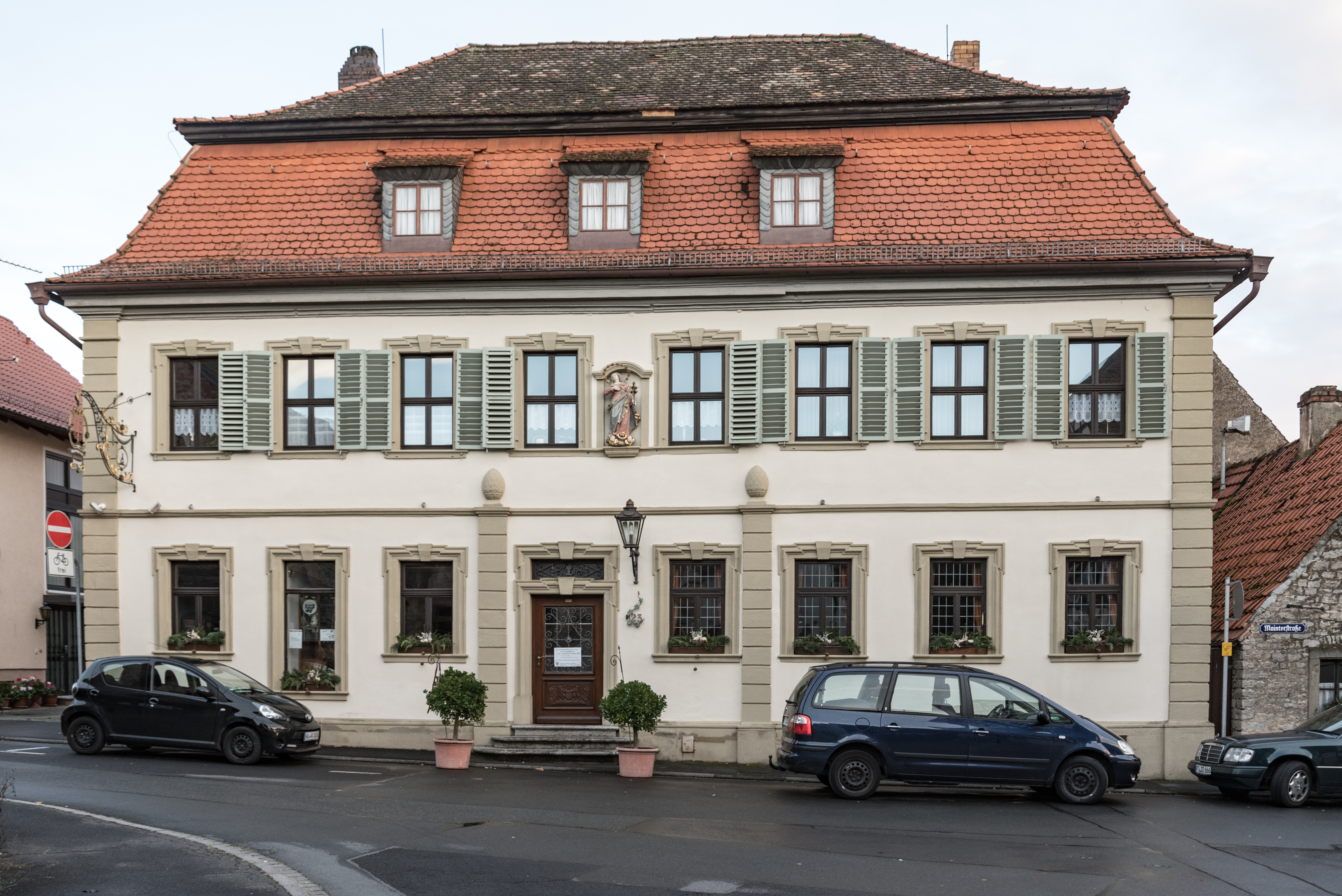
Das ehemalige Brandenburger Haus

Der herrschaftlichen Aufsplitterung in Mittelalter und Früher Neuzeit ist es geschuldet, dass sich in Sommerach mehrere ehemalige Amtshäuser bzw. Zehnthöfe erhalten haben, die als Wohnhaus des jeweiligen Schultheißen und zur Sammlung der Naturalsteuern dienten. Das eindrucksvollste Gebäude ist der Münsterschwarzacher Zehnthof, weil das Kloster den mit Abstand größten Teil der Bewohner regierte. Der Zehnthof wurde zu Beginn des 17. Jahrhunderts errichtet, erfuhr aber in den Jahren 1675 und 1682 Erweiterungen.
Der schwarzachische Zehnthof an der Südostseite des Altortes präsentiert sich als Zweiflügelanlage. Der Hauptbau ist zweigeschossig und schließt mit einem Satteldach und einem Schweifgiebel ab. Eine Besonderheit weist der Zehnthof mit der ehemaligen Kapelle auf. Sie wurde an einen der Flügel des Hauptbaus als Rundkapelle angebaut. Überall am Gebäude haben sich die Äbte von Münsterschwarzach mit kleinen Wappensteinen verewigt.
Auf der gegenüberliegenden Seite der Hauptstraße ließ das Kloster außerdem ein prächtiges Fachwerkhaus für seinen Schultheißen erbauen. Es entstand 1668 als sogenannter Schwarzacher Hof und präsentiert sich als ein zweigeschossiger, giebelständiger Satteldachbau. Außen brachte man ein Wappen des Klosters an, das mit dem persönlichen Zeichen des Abtes Benedikt II. Weidenbusch kombiniert ist und wiederum auf die Herrschaft der Benediktiner verweisen soll.
In der Unteren Maintorgasse hatten die Herren von Milchling ihren Stützpunkt im Ort. Sie hatten im 16. und 17. Jahrhundert ebenfalls einige Güter in Sommerach und ließen deshalb 1598 den Gutshof errichten. Das Gebäude ist ein zweigeschossiger Satteldachbau in den Formen der Renaissance. Am Maintor (Adresse Maintorstraße 23) hat sich ein weiterer Gutshof erhalten. Das sogenannte Brandenburger Haus gehörte den Markgrafen von Brandenburg-Ansbach und wurde 1739 erbaut. Der Mansarddachbau besitzt geohrte Fensterrahmungen und einen prächtigen Ausleger.

#### Weitere bemerkenswerte Privathäuser und Höfe
In Sommerach haben sich eine Vielzahl von Bauwerken aus der Frühen Neuzeit erhalten. Durch den Weinbau zu Reichtum gekommene Familien ließen prächtige Häckeranwesen errichten. Sie wurden zumeist zweigeschossig erbaut und besitzen zur Aufbewahrung des Rebensafts tiefe Keller. Außerdem wurden sie mit einer Durchfahrt ausgestattet, um den Wein in großen Mengen anliefern zu können. Traditionsinseln finden sich entlang der Hauptstraße, die älteren Gebäude haben sich entlang der Nordheimer Straße und um das Maintor erhalten.
Als ältestes privat genutztes Gebäude im Sommeracher Altort kann die sogenannte Villa Sommerach gelten. Das Gelände auf dem das Haus steht, wurde bereits im Jahr 1295 von den Grafen zu Castell an das Kloster Münsterschwarzach verpfändet. Eventuell wurde der Bau zunächst als Amtshaus genutzt, ehe man es in private Hände gab. Die Villa ist ein zweigeschossiger Zweiflügelbau mit einem Anbau mit Satteldach. Ihre heutige Form erhielt sie im 18. Jahrhundert. Es folgten häufig wechselnde Besitzer. → siehe auch: Villa Sommerach
In der Turmstraße 2 hat sich ein weiteres Haus erhalten, das im Kern auf das 15. Jahrhundert (1453) zurückgeht. Dies ergaben dendrochronologische Untersuchungen am Gebäude. Das Gebäude präsentiert sich als zweigeschossiger, giebelständiger Satteldachbau in Ecklage. Das Fachwerkobergeschoss geht auf das 18. Jahrhundert zurück. An das Gebäude wurde in späterer Zeit ein großes Hoftor angebaut, das ebenfalls typisch für die Häckerhäuser in Sommerach ist.
Aus dem 16. Jahrhundert stammt das sogenannte Baderhaus. Das Haus präsentiert sich heute als zweigeschossiger Halbwalmdachbau. Es wurde in Fachwerkbauweise errichtet und geht in seiner heutigen Form auf das 18. Jahrhundert zurück. Es spielte während des Mittelalters und der Frühen Neuzeit eine wichtige Rolle für die hygienische Situation des Dorfes. Erstmals erwähnt wurde die Badestube bereits im 15. Jahrhundert. Im Zuge des Dreißigjährigen Krieges wurde das Baderhaus geschlossen und in ein Wohnhaus umgewandelt. → siehe auch: Baderhaus (Sommerach)
Im 18. Jahrhundert erlebte Sommerach eine Blüte des Weinbaus. Hiervon zeugen auch viele Baulichkeiten, die entlang der Hauptstraße entstanden. Besonders typisch für die Winzerhäuser dieser Zeit sind die beiden Bauten Hauptstraße 7 und 9. Beide entstanden mit sogenannten Eckpilastern und wurden als Walmdachbauten errichtet. Ebenso charakteristisch sind die geohrten Fensterrahmungen, wie sie auch beim Haus Hauptstraße 6 auf der gegenüberliegenden Straßenseite zu finden sind.
Eindrucksvoll ist auch der Gasthof zum Schwan, der ebenfalls an der Hauptstraße errichtet wurde. Das Wirtshaus entstand im Jahr 1700, 1708 erhielt es das große Barockportal, das dem Künstler Mathias Sporer zugeschrieben wird. Im Inneren des Gasthofes sind Stuckdecken zu finden, die antike und christliche Motive aufgreifen. Der große Saal mit seinem Tonnengewölbe besitzt noch eine sogenannte Musikantengalerie. Der Gasthof spielt bei der Gründung vieler Vereine eine wichtige Rolle. → siehe auch: Gasthof zum Schwan (Sommerach)
Im 19. Jahrhundert begann der langsame Niedergang des Weinbaus, was sich auch in den nun entstehenden Häusern zeigt. Sie erhielten weit weniger Schmuck und wurden zumeist auch nicht verputzt. Ein solches Haus ist in der heutigen Nordheimer Straße 11 zu finden. Es wurde als zweigeschossiger, giebelständiger Halbwalmdachbau erbaut, der aus Bruchsteinmauerwerk errichtet wurde. Ein ähnliches Anwesen entstand in der Winzerstraße 1.

#### Bildstöcke und Kleindenkmäler
Als katholisch geprägte Gemeinde haben sich in Sommerach und seiner Gemarkung mehrere Bildstöcke oder Martern als Flurdenkmäler erhalten. Sie verweisen auf die Volksfrömmigkeit vergangener Jahrhunderte, wurden zur Ehre Gottes und als Wegzeichen gesetzt, oder hatten eine Mahnfunktion. Daneben befinden sich insbesondere im Altort auch die typisch fränkischen Hausfiguren. Diese Kleindenkmäler wurden seit dem Mittelalter zu allen Zeiten geschaffen, ihr Bestand ist aber heute bedroht. Noch 1979 wurden in Sommerach 17 Bildstöcke identifiziert, von denen viele nicht mehr bestehen.
Ältester und zugleich kunsthistorisch bedeutendster Bildstock ist die sogenannte Graue Marter. Die Marter wurde 1511 von Heinrich Zorn einem Bürgermeister von Gerlachshausen gestiftet und muss einem Künstler aus dem Umfeld Tilman Riemenschneiders zugeordnet werden, weshalb sie einer der wertvollsten fränkischen Bildstöcke ist. Die Graue Marter wurde von der Gemeinde in der Friedhofskapelle aufgestellt, wo sie der Witterung weniger ausgesetzt ist. Der Bildstock ist fast vier Meter hoch. Mehrere Reliefs am Schaft und auf dem Aufsatz verweisen auf die Passion. Unter der Figur der Anna selbdritt wurde das Stifterehepaar verewigt. → siehe auch: Graue Marter
Im Verlauf des 16. Jahrhunderts veränderten die Bildstöcke ihre Bedeutung. Sie wurden von rein religiösen Denkmälern zu politischen Symbolen. Nach erfolgreich durchgeführter Gegenreformation stellte man sogenannte Monolith-Bildstöcke aus einem einzigen Stein auf. In Sommerach entstand ein solcher Stock im Jahr 1588. Er besitzt im Aufsatz eine Kreuzigungsszene und wurde mit den Wappen des Würzburger Fürstbischofs Julius Echter von Mespelbrunn und des Münsterschwarzacher Abtes Johannes IV. Burckhardt verziert. → siehe auch: Kreuzigungsbildstock (Sommerach, 1588)
Das ausgehende 17. und beginnende 18. Jahrhundert prägten Bildstöcke, die eine Stilmischung aus spätgotischen und barocken Elementen besaßen. Besonders typisch ist die sogenannte Marter am Berg, die 1683 vom Büttner Hans Bartel Ulerig gestiftet wurde. Ihr Schaft greift barocke Formen auf, während der Aufsatz noch der Spätgotik verhaftet ist. Als erster vollständig barocker Bildstock kann die im Jahr 1700 gestiftete Viersäulenmarter mit dem Fruchtgehänge und den verdrehten Säulen im Aufsatz gelten. → siehe auch: Marter am Berg und Viersäulenmarter
In der Folgezeit differenzierten sich die Erscheinungsbilder der Bildstöcke weiter aus. So wurde der 1725 aufgestellte Ölbergbildstock an der heutigen Volkacher Straße als eine Art Prozessionsaltar geschaffen. Ebenfalls im 18. Jahrhundert wurde die monumentale Figurengruppe an der Nordheimer Straße 11 geschaffen. Sie zeigt Jesus als Kreuzschlepper, daneben wurde die Mater Dolorosa dargestellt. Das eigentliche Bildhäuschen darunter besteht aus einem schlichten Relief. → siehe auch: Ölbergbildstock (Sommerach)
Während die Bildstöcke insbesondere am Rande des Ortes Aufstellung fanden, haben sich im Altort andere religiöse Denkmäler erhalten. Mittelpunkt der Hauptstraße bildet heute der Vierröhrenbrunnen mit einer Figur des Drachentöters Michael. Sie entstand im Jahr 1701 und wurde vom Künstler Matthias Sporer geschaffen. Wesentlich unauffälliger sind die Hausfiguren. So hat sich beispielsweise in der Hauptstraße 13 die Darstellung von Joseph mit dem Jesuskind aus dem Jahr 1790 erhalten. Am ehemaligen Brandenburger Hof prangt die Mondsichelmadonna. Aus späterer Zeit stammen die kunstvollen Wirtshausausleger, die in der Häckergasse 2, der Hauptstraße 2 und am Schwanengasthof zu sehen sind. → siehe auch: Vierröhrenbrunnen (Sommerach)

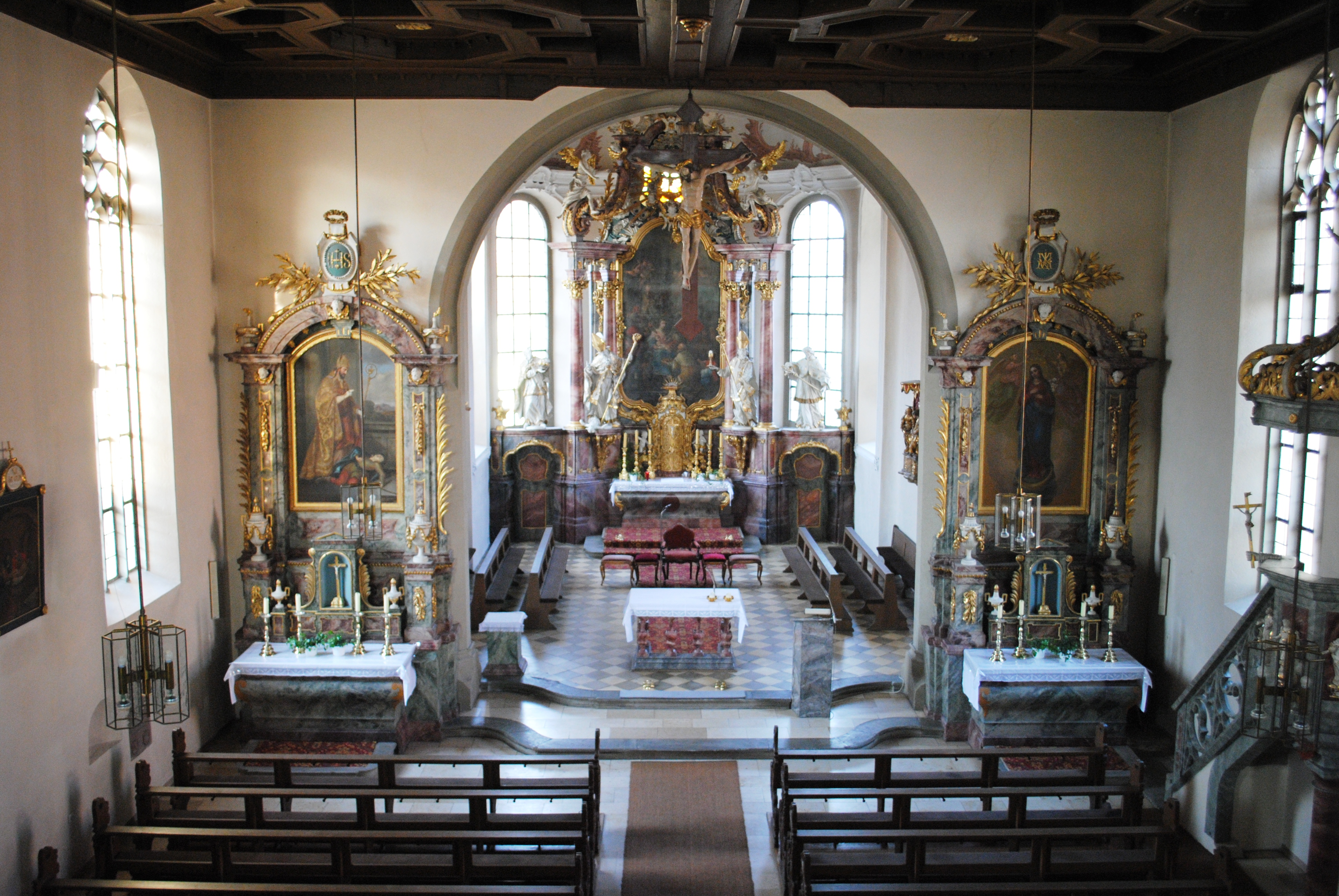
Innenraum der Euchariuskirche
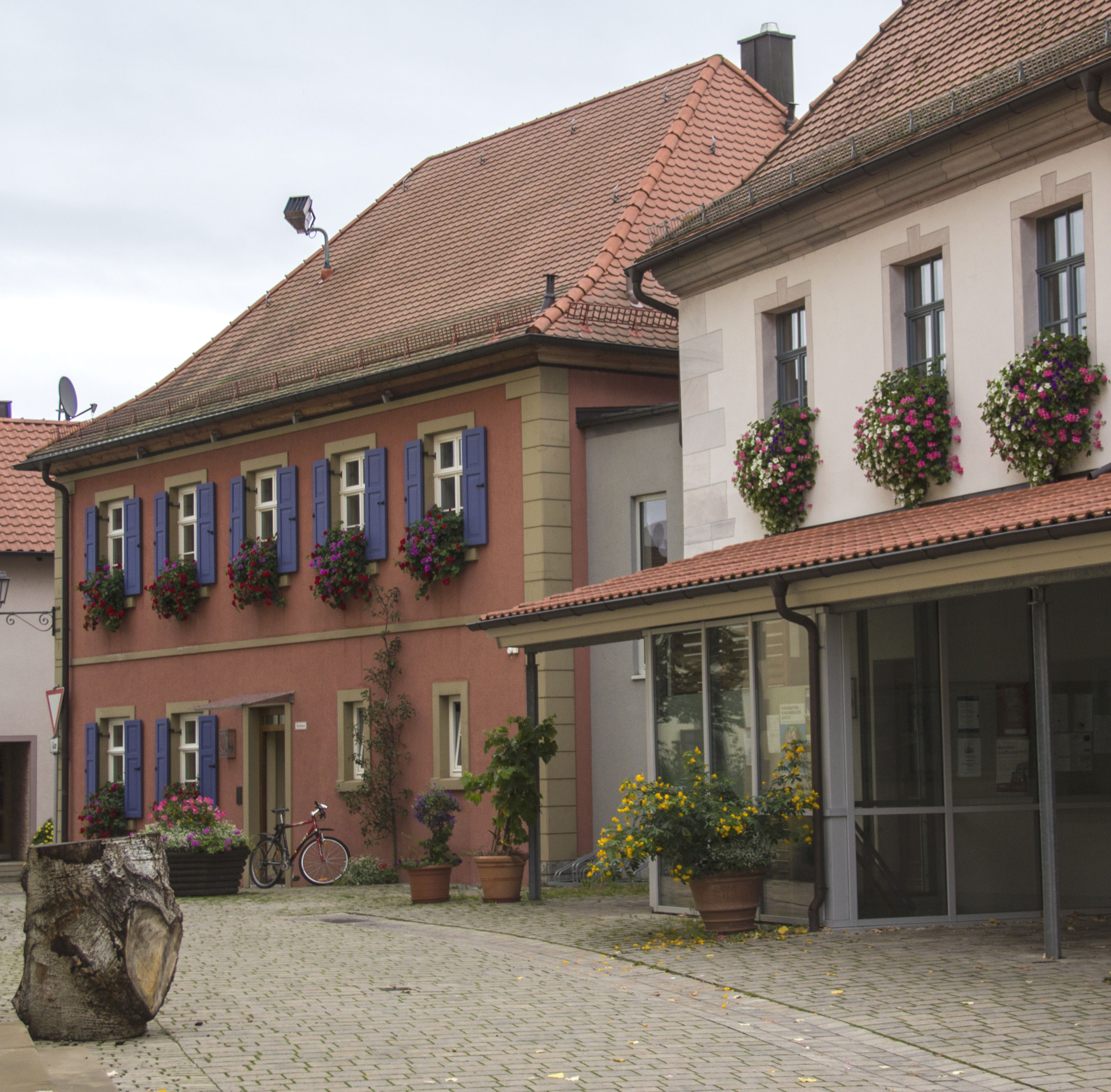
Altbau des Rathauses
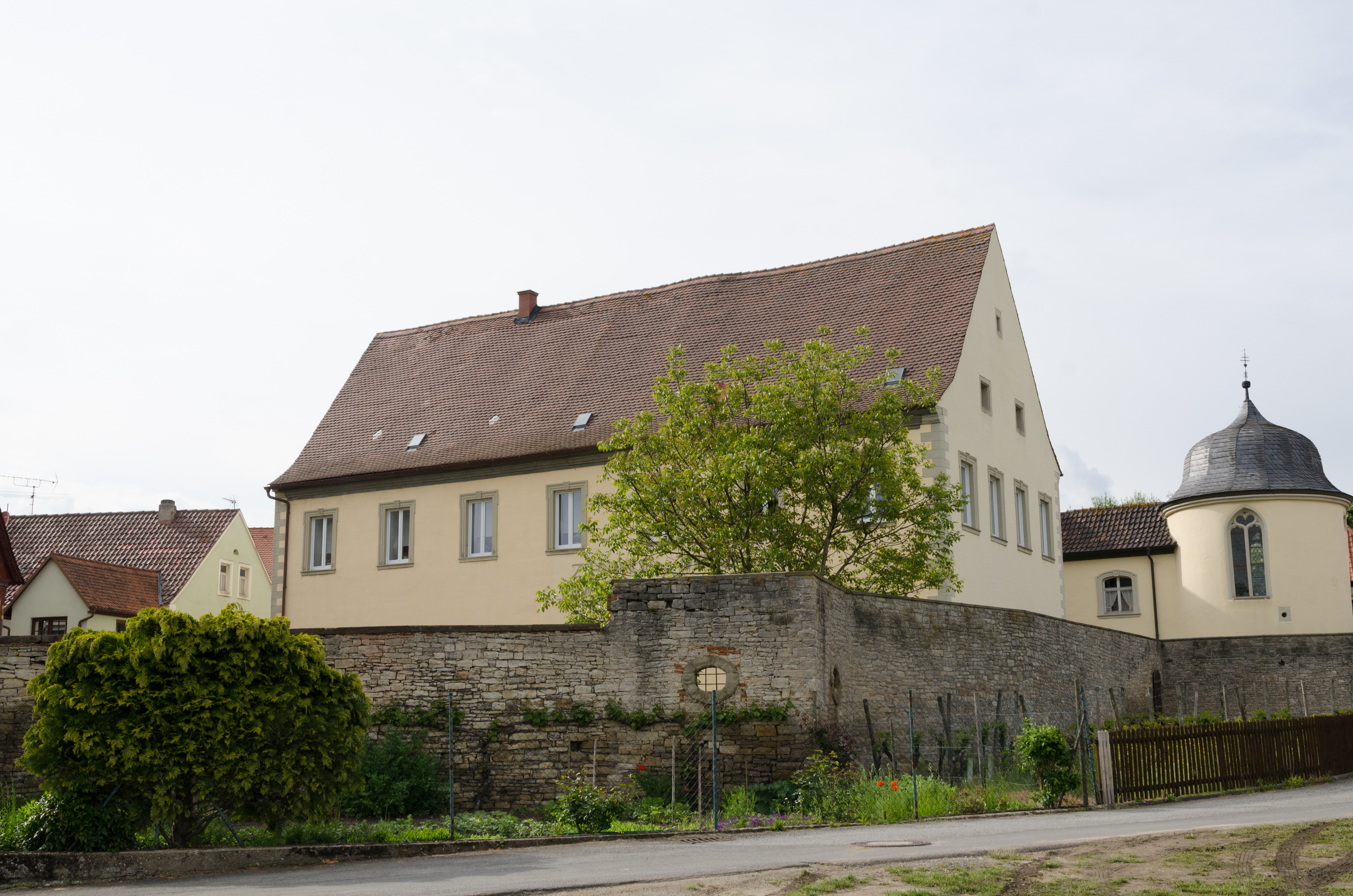
Zehnthof mit Kapellenbau
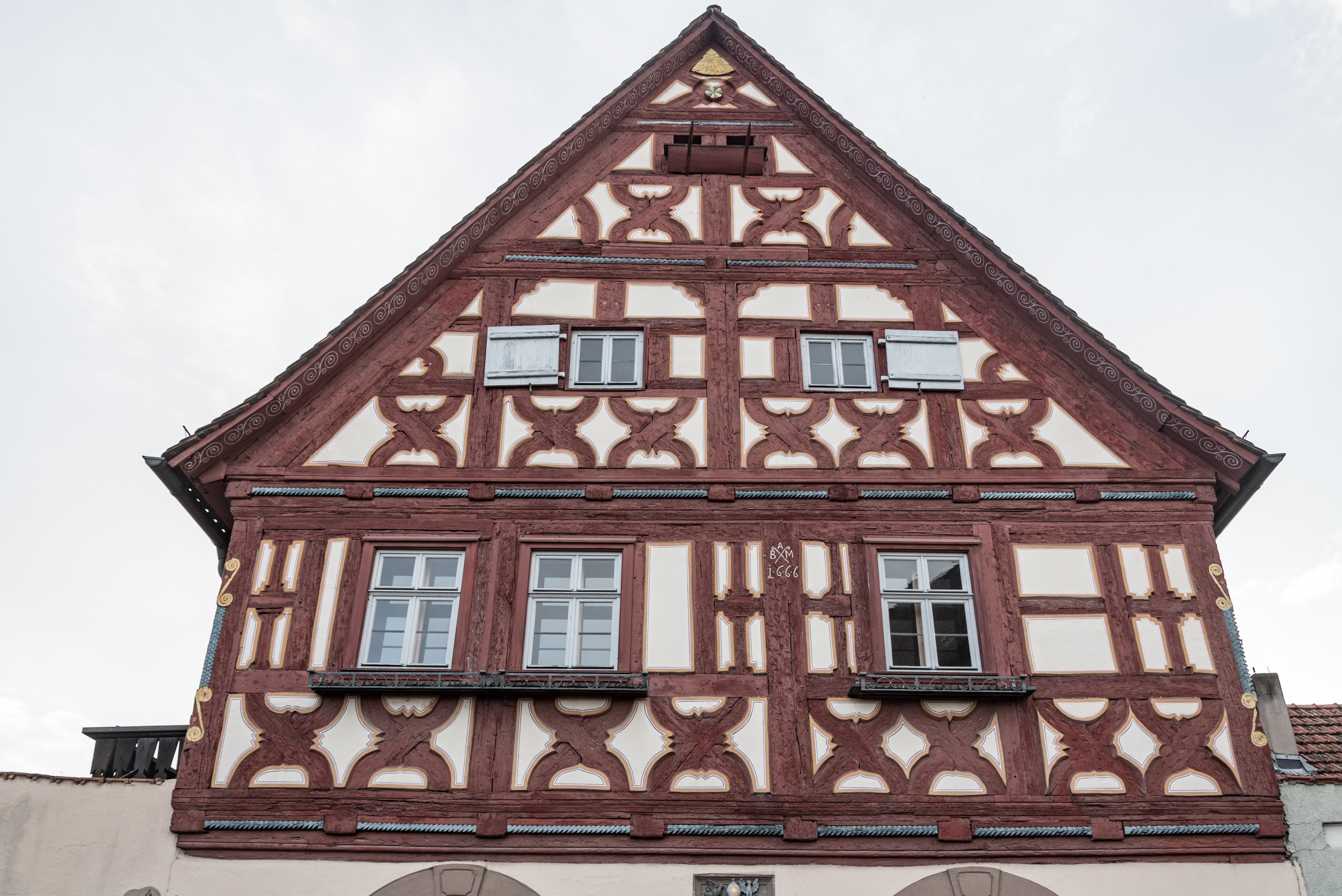
Fachwerkgiebel des Schultheißenhauses
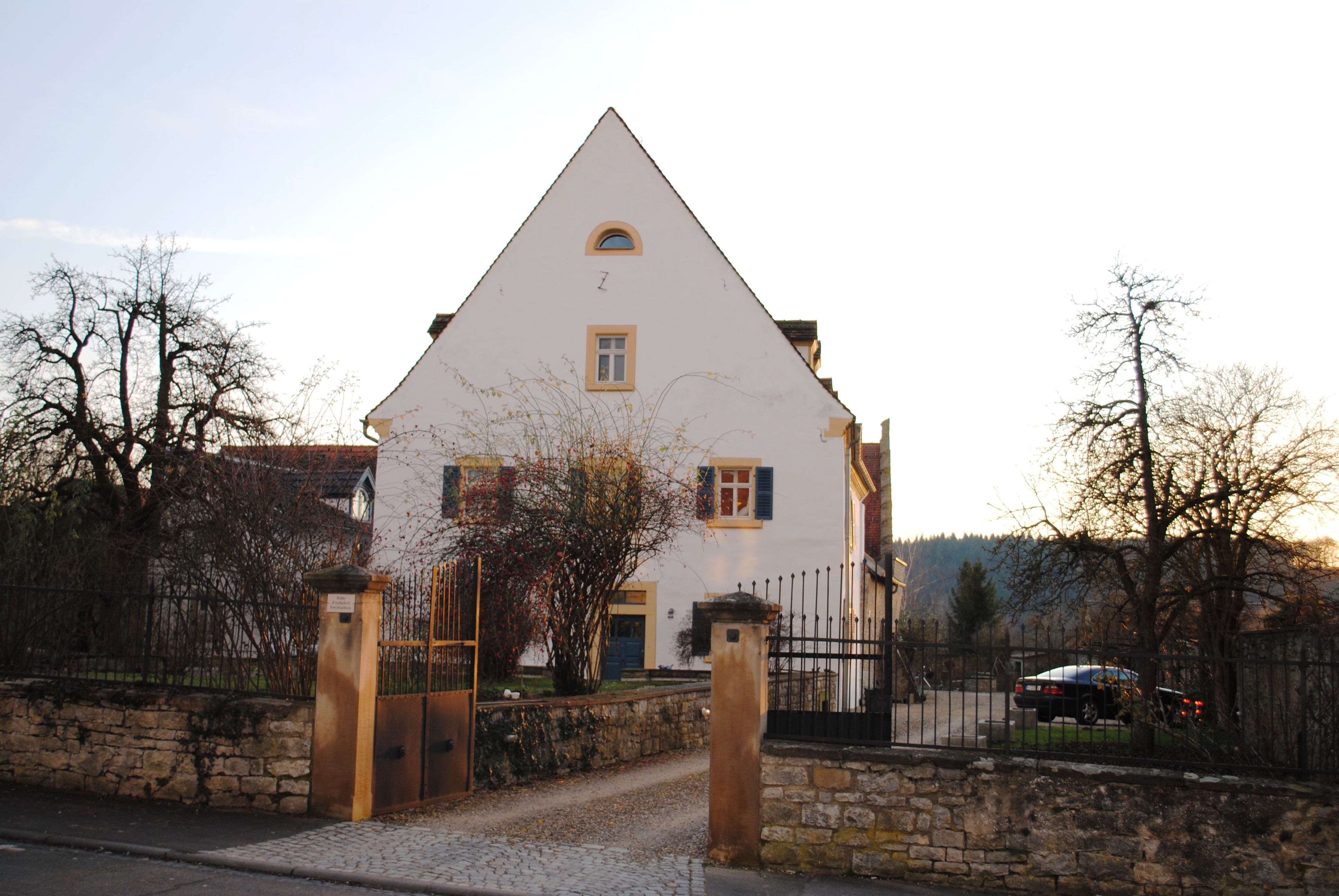
Sogenannte Villa Sommerach
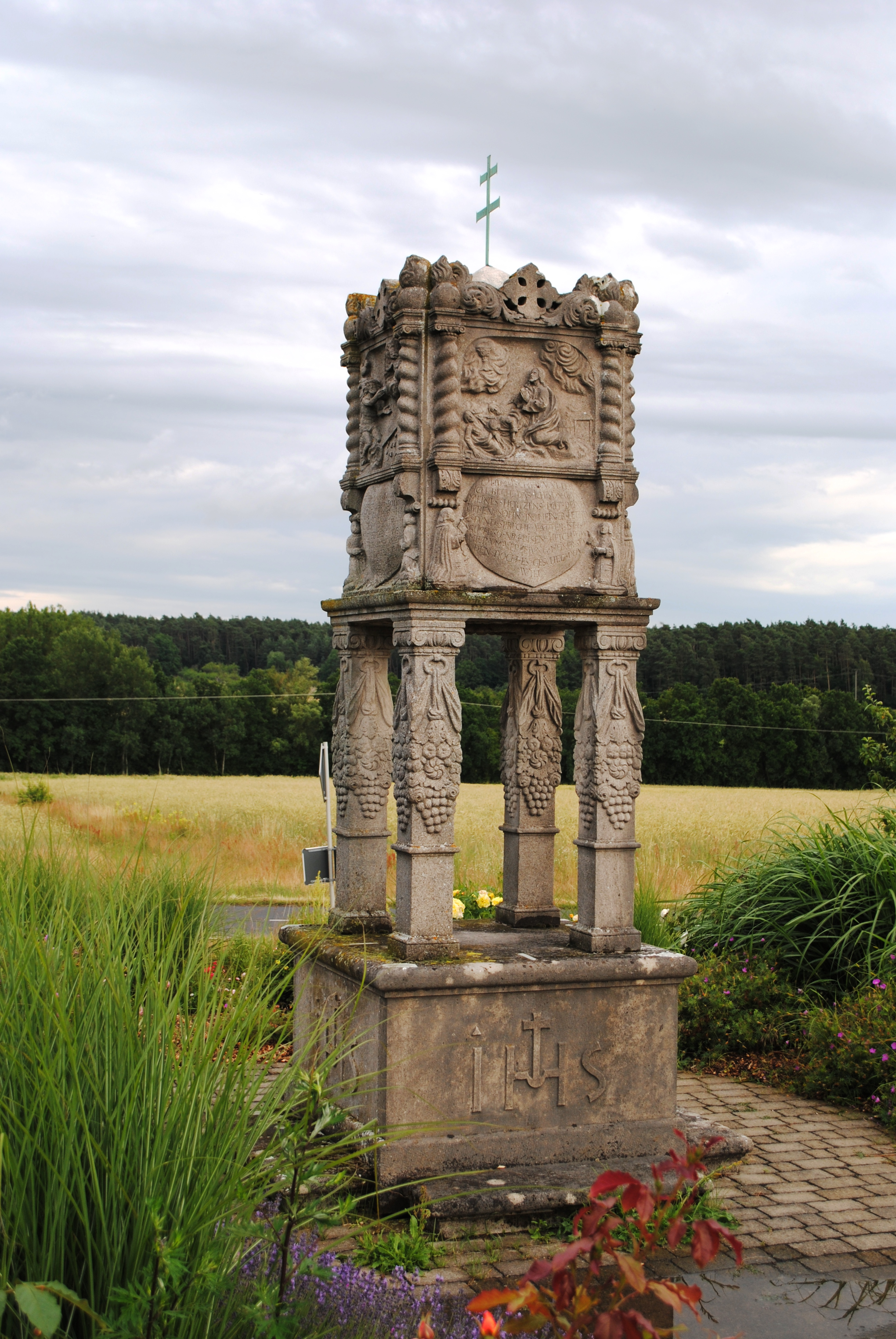
Viersäulenmarter am Ortsrand
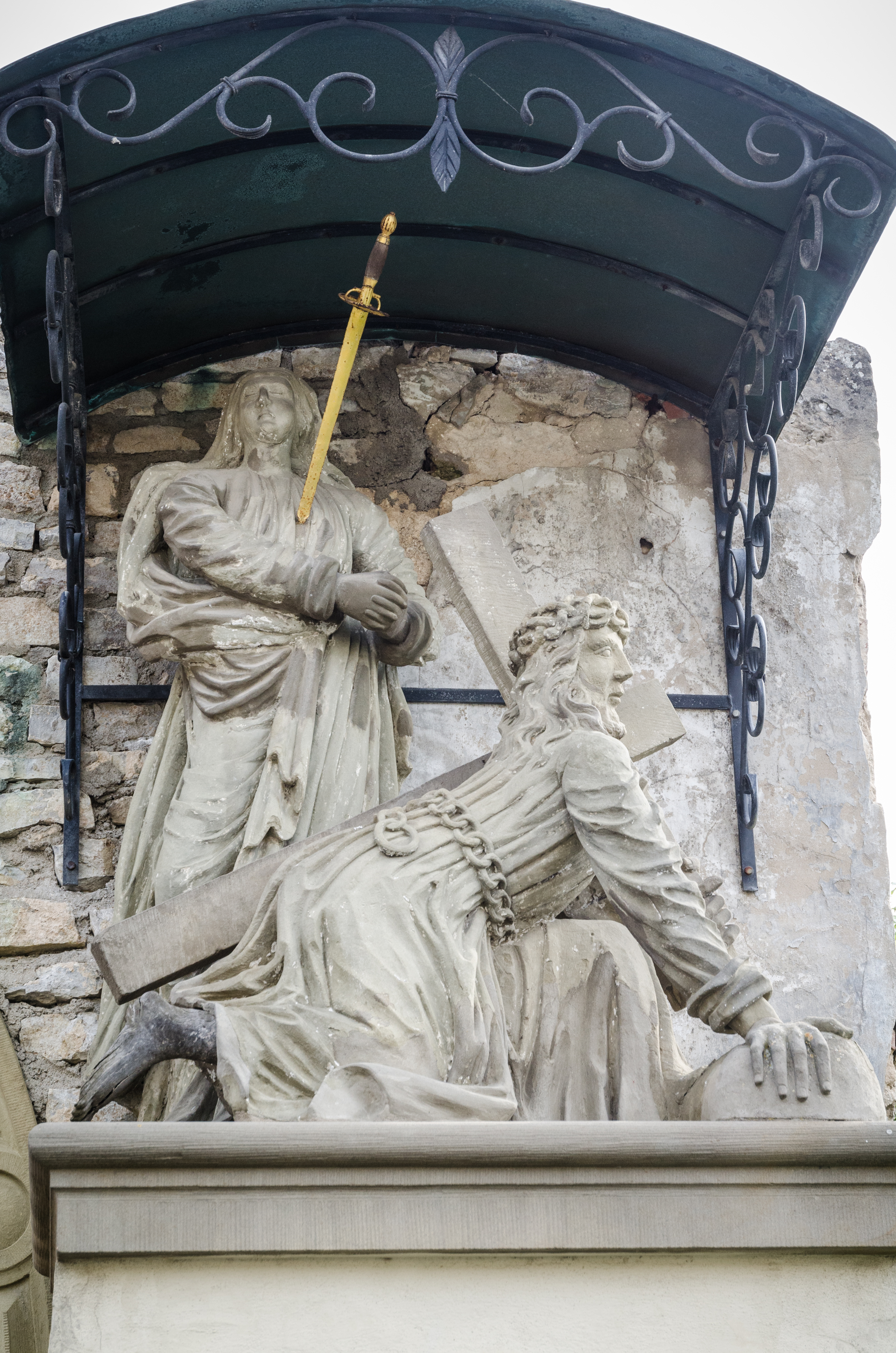
Figurengruppe an der Nordheimer Straße 11

### Kapellen

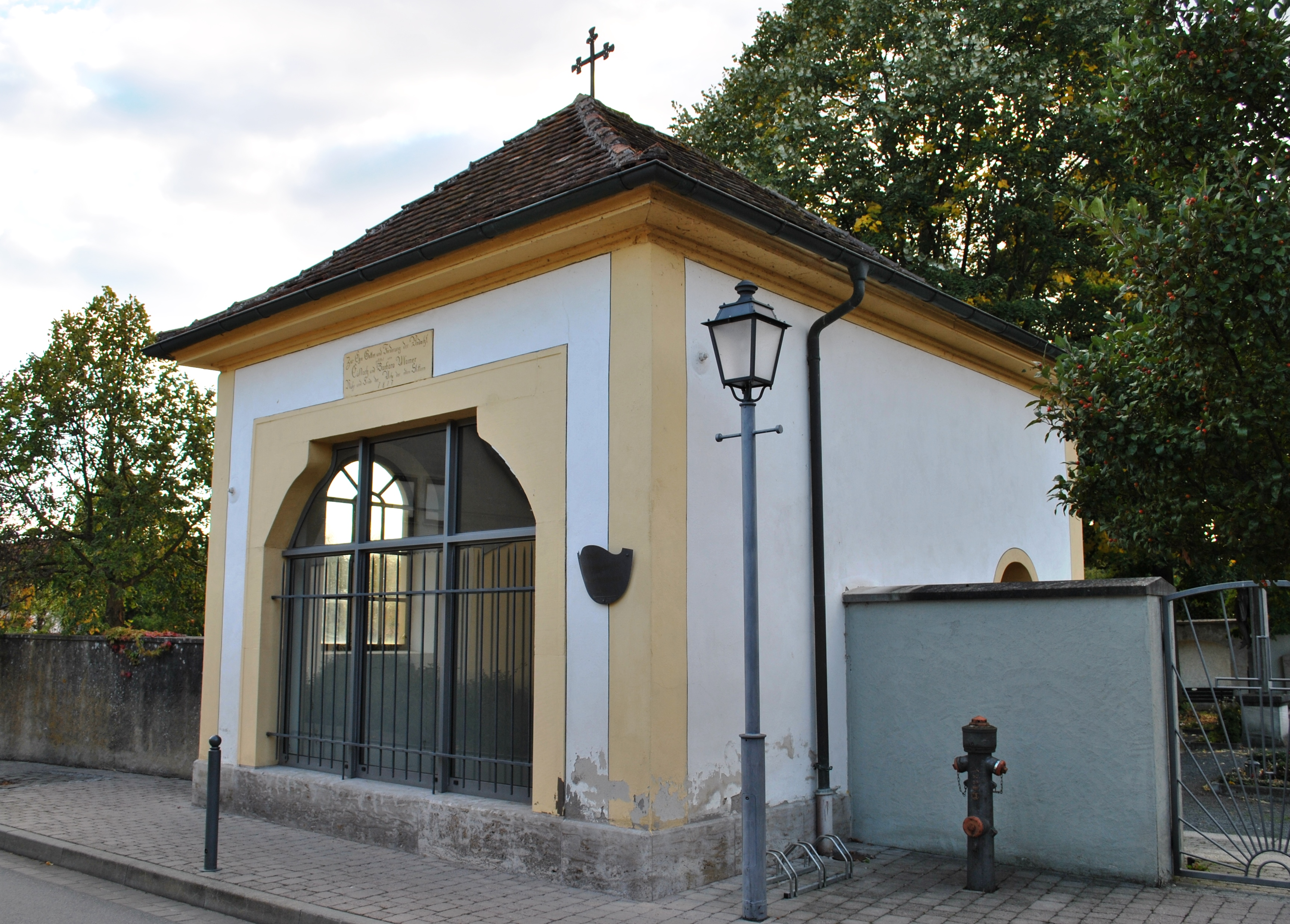
Die Friedhofskapelle in Sommerach

Insgesamt drei Kapellen finden sich um den Ort, die nicht unter Denkmalschutz stehen. Älteste ist die Friedhofskapelle an der Straße Zum Engelsberg. Bereits im 17. Jahrhundert hatte man den Bestattungsplatz vom Kirchhof an den Rande der bebauten Fläche verlegt. Ein Vorgängerbau der heutigen Kapelle entstand bereits nach 1648. Heute präsentiert sich die Friedhofskapelle als schlichter Rechteckbau des Jahres 1837. Im Inneren wird die Graue Marter aufbewahrt. Der ursprüngliche Altar wurde 1981 entfernt.
Zwei weitere Kapellen des 20. Jahrhunderts wurden in den Weinbergen um den Ort errichtet. Im Jahr 1996 weihte man die sogenannte Marienkapelle in der Weinlage Engelsberg. Sie war aufgrund einer Initiative der Landfrauen entstanden und wurde mit freiwilligen Arbeitsstunden der Sommeracher und etwa 150.000 DM an Eigenmitteln errichtet. Im Inneren des Kirchleins fand eine Madonna aus Oberammergau Aufstellung.
In der Flurlage „An der Steig“ entstand die dritte der Kapellen. Sie wurde von Josef Weickert initiiert und der heiligen Familie geweiht. Begonnen wurde mit dem Bau im Jahr 2000, am 1. Mai 2001 weihte Ortspfarrer Aurelian Weiß das Gotteshaus. Die Ausstattung besteht aus einer Plastik der Heiligen Familie, die vom Bildhauer Valentin Lucius Glanzner geschaffen wurde. Eine Inschrift im Sockel lautet: „DER HL. FAMILIE DANK + BITTE“.

### Aussichtspunkt, Lehrpfade und Alleen
Die touristische Infrastruktur um das Dorf wurde bereits in den 1970er Jahren ausgebaut. Der Aussichtsturm am höchsten Punkt des Kreuzbergs oberhalb der Weinberge wurde allerdings erst am 20. Mai 2001 eingeweiht. Er präsentiert sich mit einem gemauerten Sockel, darüber wurde ein Holzturm errichtet. Der Aussichtspunkt bietet einen Blick über Sommerach, das Schwarzacher Becken bis in den Steigerwald mit dem markanten Schwanberg (siehe auch: Ortsgliederung).
Im Zuge des ersten Weinfestes entstand im Jahr 1977 in der Weinlage Engelsberg ein Weinsorten-Lehrpfad. Er unterrichtet mit mehreren Texttafeln über den Weinanbau und die verschiedenen Sorten und wurde mehrfach erneuert. Wesentlich später, 1999, legte man um die neu entstandenen Baggerseen einen Sand- und Kiesgruben-Lehrpfad an. Er zieht sich entlang der Seen am „Teichwöhr“ und am „Pfennigwöhr“ und informiert über die Flora und Fauna an solchen Seen.
Zwei Alleen sind heute um Sommerach zu finden. Die mit Abstand älteste ist die sogenannte Lindenallee, die das Maintor mit der ehemaligen Fährstelle am Main verband. Im März 2001 weihte man eine Obstbaum-Allee entlang der sogenannten Mainschleifenallee auf der ehemaligen Verbindungsstraße zwischen Sommerach und Volkach ein. Neben verschiedenen Obstbaumsorten sind hier Kunstwerke regionaler Künstler zu finden. Der sogenannte Landkreisbrunnen informiert über die Gesteinssorten im Landkreis Kitzingen, die wichtig für den Weinbau sind.

### Regelmäßige Veranstaltungen
Bereits seit der Frühen Neuzeit wird dem Ortsheiligen Valentinus eine besondere Verehrung zuteil. Am 14. Februar wird der Jahrestag des Heiligen gefeiert. In früheren Zeiten wurde an diesem Tag das sogenannte Valentinuswasser mit den, in der Pfarrkirche aufbewahrten Reliquien des Heiligen berührt. Es sollte vor allem vor Epilepsie schützen. Gleichzeitig fand auch ein großer Gottesdienst statt. Zeitweise war der Valentinustag ein echter Feiertag für die Sommeracher. Eine weitere Tradition sind die „Rappelbuben“, die in den Kartagen mit Ratschen durch den Ort ziehen.
Daneben prägten die Wallfahrten das gesellschaftliche Leben in Sommerach. Die Mönche von Münsterschwarzach forcierten in Mittelalter und Früher Neuzeit mehrere Prozessionen nach Stadelschwarzach, nach Dimbach, Dettelbach, Iphofen und Volkach. Am Urbanstag, dem 25. Mai, zog man zu Ehren des Weinheiligen um das Dorf. Die Wallfahrt nach Dettelbach-Maria im Sand wurde um 1970 wiederbelebt, nachdem sie nach dem Niedergang der Fähre eingeschlafen war. Ein Gewitter-Gelöbnis von 1879 löste die Wallfahrt nach Vierzehnheiligen aus, die über Dimbach, Eichfeld, Oberschwarzach und Ebrach verläuft.
Heute bildet das Sommeracher Weinfest den Mittelpunkt des Festkalenders. Es wird allerdings erst seit dem Jahr 1977 gefeiert. Seit 1983 findet es jedes Jahr am zweiten Juliwochenende im Altort statt, zuvor wurde ein Zelt in der Lindenallee vor dem Maintor errichtet. Seit diesem Zeitpunkt wählt man in Sommerach auch alljährlich eine Weinprinzessin zur Vertreterin des örtlichen Weins. Die Sommeracher Winzer sind seit 1984 jährlich beim Festumzug auf dem Münchner Oktoberfest beteiligt.

### Sagen

#### Der Hexenplatz
Am Eichel- oder Kreuzsee zwischen Nordheim und Sommerach (das heutige Geotop Eichelsee-Doline am Kreuzberg) soll der Versammlungsplatz der Hexen aus der Umgebung gewesen sein. Störte ein Wanderer sie bei ihrer Zusammenkunft, wurde ihr Zauber so geschwächt, dass sie in den nächsten Wochen niemanden schaden konnten. Wer aber zur Zeit der Versammlung auf den Berg wollte, wurde durch Irrlichter auf falsche Wege gebracht, wenn er nicht starr zum Himmel hinauf starrte.

#### Die Pest
Eines Abends hörte der Sommeracher Mainfährer den Ruf „Hol über“ und fuhr sofort auf die andere Seite des Flusses. Dort stand eine große, verhärmte Frau, die in einen langen, schwarzen Mantel gehüllt war. Die Frau trug einen ausladenden Kopfputz, der das Gesicht fast vollständig bedeckte und nur ein starrendes Augenpaar sehen ließ. Der Fährer erschauderte zunächst, brachte die seltsame Frau dann aber doch auf die Sommeracher Mainseite.
Drüben bat die Frau, sich in der Wohnung des Fährmannes ein wenig ausruhen zu dürfen, was ihr auch gestattet wurde. Doch übersiedelte sie noch in der gleichen Nacht in das beste Wirtshaus von Sommerach; und am nächsten Morgen war sie wieder aus dem Dorf verschwunden. Noch an diesem Tag erkrankten der Wirt, dessen Frau und dessen Magd an der Pest und starben bald darauf. Das gleiche Schicksal ereilte den Fährmann und seine Angehörigen. Und so erzählte man sich im Dorf, der Fährmann habe die Pest herübergeholt.

## Wirtschaft und Infrastruktur

### Wirtschaft

#### Weinbau
Das Dorf Sommerach wird seit Jahrhunderten vom Weinbau geprägt. Noch heute bildet er den Haupterwerb vieler Einwohner. Mit einer Rebfläche von etwa 232 ha (2017) kann die Gemeinde als neuntgrößte weinbautreibende Gemeinde im Anbaugebiet Franken gelten, sie ist die fünftgrößte im „Weinlandkreis“ Kitzingen. Die vielen Weinlagen um das Dorf wurden 1971 zu den beiden Einzellagen Katzenkopf und Rosenberg zusammengefasst. 1989 entstand die dritte Lage, der Engelsberg, der heute zugleich auch eine eigene Großlage ist.

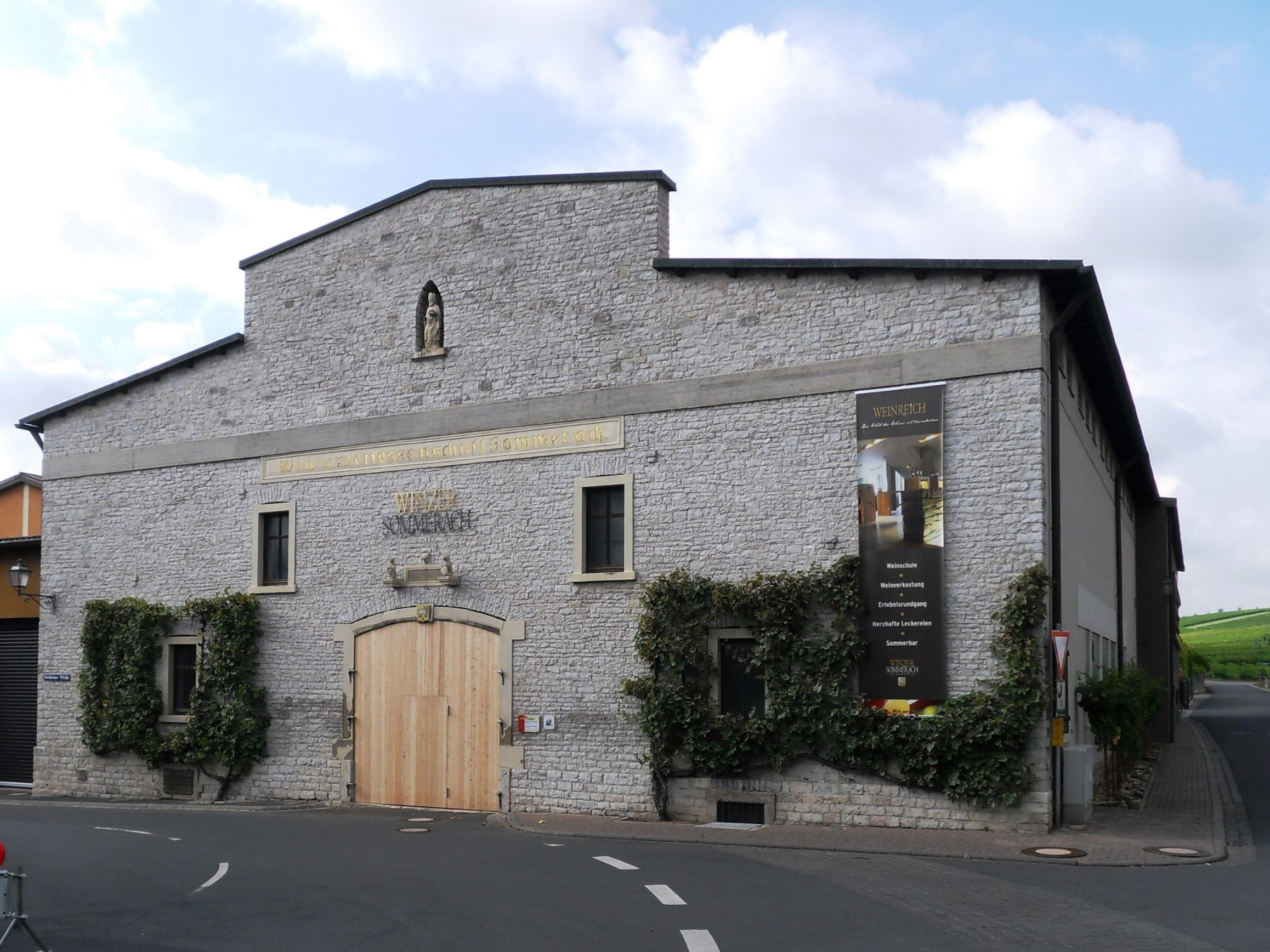
Das Gebäude der Winzergenossenschaft Sommerach

Bereits in der Urkunde, in der der Ort im Jahr 1084 erstmals erwähnt wurde, war die Rede von Weinbergen, die um Sommerach wachsen. Während des Mittelalters und der Frühen Neuzeit stieg der Ort vor allem wegen des Weinbaus zum zeitweise einwohnerreichsten Dorf im Einflussbereich des Klosters Münsterschwarzach auf. Das Kloster zog einen Weinzehnt von seinen Untertanen ein. Allerdings stand Sommerach immer im Schatten des benachbarten Nordheim, hier wurde noch mehr Weinbau betrieben.
Der im Jahr 1682 fertiggestellte Keller unter dem klösterlichen Zehnthof konnte etwa 2.200 Hektoliter Wein aufnehmen und war damit der zweitgrößte im Gebiet des Klosters. Die Mönche nutzten den Sommeracher Wein für die Liturgie, als Almosen für die Armen, zur Bezahlung von Pfarrern und exportierten ihn in andere Gebiete. Der Wein für den Verkauf musste besonders gut lagerfähig sein, weshalb man früh ein ausgeklügeltes Vorratsystem etablierte, das in eben diesen Kellern seinen sinnfälligsten Ausdruck fand.
Die Weinbauern waren stark vom Klima abhängig, sodass das Dorf zeitweise sehr reich war oder unter großer Armut litt. Das besondere Kleinklima am Kreuzberg brachte aber auch in kühleren Jahren einen guten Ertrag. Nach sehr guten Weinjahren im 18. Jahrhundert kam es nach der Auflösung des Klosters 1803 jedoch zu einem Zusammenbruch der frühneuzeitlichen Weinwirtschaft. Das Kloster fiel als Absatzmarkt weg, gleichzeitig trat das billigere Bier seinen Siegeszug an der Mainschleife an.
Zunächst versuchte man durch gesetzliche Maßnahmen den Obstbau zu fördern, die Einwohner lehnten diese Umnutzung der Fluren allerdings ab. Der Niedergang des Weinbaus setzte sich mit dem Aufkommen der Reblaus in der zweiten Hälfte des 19. Jahrhunderts weiter fort. Waren 1893 noch knapp 150 ha mit Weinreben bestockt, sank die Fläche in den 1950er Jahren auf unter 100 ha. Erst die Flurbereinigung zwischen 1956 und 2000 und das Erstarken des (Kultur-)Tourismus führte dann in den 1970er Jahren zu einer Neuentdeckung des Weinbaus.
Zum Wiederaufstieg des Weinbaus trugen auch die Modernisierungen in der Landwirtschaft bei, die von den Sommeracher Winzern angestoßen wurden. So entstand im Dorf im Jahr 2007 auf 232 ha der Fläche die größte Tröpfchenbewässerungsanlage Europas. Noch im Jahr 2001 bestanden im Ort 190 Betriebe, die als Vollerwerbswinzer Weinbau betrieben. Anders als in vielen anderen Orten der Umgebung existieren in Sommerach nur noch wenige Selbstvermarkter. Dies geht auf die frühe Gründung der Winzergenossenschaft zurück, die im Jahr 1901 entstand und als älteste Genossenschaft im Anbaugebiet Franken gelten kann. → siehe auch: Winzer Sommerach
| Weinlage   | Größe 1993 | Größe 2004 | Größe 2019 | Himmelsrichtung        | Hangneigung | Hauptrebsorten                  | Großlage(n)                                 |
| ---------- | ---------- | ---------- | ---------- | ---------------------- | ----------- | ------------------------------- | ------------------------------------------- |
| Engelsberg | unklar     | 30 ha      | 27 ha      | Südosten               | 15–35 %     | unklar                          | Sommeracher Engelsberg                      |
| Katzenkopf | 200 ha     | 180 ha     | 174 ha     | Südsüdosten, Südwesten | 15–45 %     | Silvaner, Müller-Thurgau, u. a. | Volkacher Kirchberg, Sommeracher Engelsberg |
| Rosenberg  | 50 ha      | 60 ha      | 82 ha      | Südwesten, Osten       | 10–25 %     | Kerner, Bacchus, u. a.          | Volkacher Kirchberg, Sommeracher Engelsberg |

#### Tourismus
| Jahr | Übernachtungen |
| 2011 | 67.406         |
| 2012 | 71.778         |
| 2015 | 79.314         |
| 2016 | 77.586         |

Heute bildet der Tourismus neben dem Weinbau das zweite wirtschaftliche Standbein des Ortes. Dies hat auch mit dem vollständig erhaltenen, mittelalterlichen Ortskern und der reizvollen Landschaft entlang des Maines zu tun. Allerdings begann in Sommerach nicht, wie beispielsweise im benachbarten Volkach, die touristische Erschließung bereits im 19. Jahrhundert. Stattdessen wurde der Ort erst in der Nachkriegszeit von auswärtigen Gästen entdeckt.
Erst auf Drängen der benachbarten Verwaltungseinheiten schloss man sich 1955 dem Fremdenverkehrsverband an. Zwei Jahre später, 1957, erschien der erste Werbeprospekt. In den 1970er Jahren begann man einen eigenen Badestrand am Main zu etablieren, gleichzeitig eröffnete ab 1972 der Campingplatz „Katzenkopf“, der heute um die 300 Plätze besitzt. Erst mit der Gemeindegebietsreform Ende der 1970er Jahre begann die Vermarktung des Ortes über die Verwaltungsgemeinschaft und die Tourismusregion Fränkisches Weinland.
Heute bildet Sommerach, nach Volkach, die zweitgrößte Touristik-Gemeinde an der Volkacher Mainschleife. Dies zeigt sich auch in den Übernachtungszahlen der Gäste, die in den letzten Jahren kontinuierlich nach oben weisen. 2016 bestanden insgesamt neun Beherbergungsbetriebe, was eine enorme Dichte für einen Ort mit etwa 1.000 Einwohnern ist. Einen weiteren Anlaufpunkt bilden die mehr als 15 Gasthäuser und Heckenwirtschaften (2003).
Das geschlossene, historische Ortsbild sorgte in der Vergangenheit auch für mehrere Auszeichnungen. 2013 wurde der Ort beim staatlichen Wettbewerb Unser Dorf hat Zukunft – Unser Dorf soll schöner werden für den ländlichen Raum bis 3.000 Einwohner mit der Goldmedaille auf Bundesebene ausgezeichnet. Im Jahr 2014 war Sommerach der deutsche Vertreter in der Kategorie Dorf im europäischen Wettbewerb Entente Florale Europe und gewann zusammen mit Kitzingen Gold.

#### Land- und Forstwirtschaft
Neben dem Weinbau existieren um Sommerach auch Flächen, auf denen andere landwirtschaftliche Güter angebaut werden. Durch den Niedergang des Weinbaus begannen die Verantwortlichen, die Sommeracher davon zu überzeugen um die Wende zum 20. Jahrhundert mit dem Obstanbau zu beginnen. Bereits 1900 bestanden 8.164 Obstbäume um den Ort. Im Jahr 1946 sind sogar 38 Aprikosen- bzw. Pfirsichbäume nachweisbar, überwiegend pflanzte man allerdings Steinobst an. Der Höchststand war 1965 erreicht, als 13.233 Obstbäume existierten. Die Ausweisung neuer Baugebiete, das Wiedererstarken des Weinbaus und nicht zuletzt ein dramatischer Preisverfall ließen den Obstbau dann ab den 1970er Jahren zurückgehen.
Der klassische Ackerbau spielt in Sommerach keine große Rolle, entsprechende Flächen sind an auswärtige Landwirte verpachtet. Der Anbau von Sonderkulturen erlebte einen kurzen Boom. So bestanden zu Hochzeiten etwa 22 Hektar Spargelfläche um Sommerach. Die sandigen Böden waren aber nach kurzer Zeit erschöpft. Der Anbau von Gurken prägte das Dorf ebenfalls nur kurz. Um 1960 wandelte Wilhelm Heinlein eine Fabrik in der Straße „Am Leitersberg“ in ein gurkenverarbeitendes Unternehmen um. Heute bestehen keine Gurkenfelder mehr.
Die Forstwirtschaft spielt heute eine eher untergeordnete Rolle. Sommerach verfügt mit dem Spessart über einen Gemeindewald, der sich auf der östlichen Seite des Mainkanals erstreckt. 23,5 Hektar der Gemeindefläche wurden noch 1990 von Wald eingenommen. In der Nachkriegszeit trieb man die Aufforstung des Spessarts voran. So setzte man 80.000 Kiefern und 20.000 Fichten. Seit 2001 wird der Wald vom Forstwirt der Stadt Volkach mit betreut. In Zukunft will man den Bestand von Laubhölzern erhöhen.

#### Weitere Wirtschaftszweige
In Sommerach existieren mehrere, kleinere Wirtschaftsbetriebe, die sich über das Gemeindegebiet verteilen. Vor allem das Handwerk ist vertreten. Daneben besteht mit HZ-Reisen ein größeres Busunternehmen im Ort. Das Unternehmen wurde in den 1940er Jahren von Arthur Heinlein und seiner Frau Mathilde gegründet, später übernahm die Tochter Brigitte Heinlein-Zehnter den Betrieb. Einzelhandels- und Dienstleistungsgeschäfte gibt es dagegen zumeist im nahen Mittelzentrum Volkach.
Im 20. Jahrhundert war Sommerach außerdem von seinen Sandsteinbrüchen geprägt, deren Überreste heute noch um den Leitersberg zu finden sind. 1932 stellte zunächst eine Volkacher Firma einen Antrag in Sommerach Steine brechen zu dürfen, die Steingewinnung verlor im Laufe des Jahrhunderts rasch an Bedeutung. Ein wirtschaftlicher Faktor ist dagegen noch heute die Sand- und Kiesgewinnung am Main. Seit 1956 baut die Firma Lenz-Ziegler-Reifenscheid aus Kitzingen Sand entlang des Flusses ab. Hierdurch entstanden die Baggerseen um das Dorf.
Bereits in den 1880er Jahren entstand ein Raiffeisenverein in Sommerach, der als Not- und Hilfskasse insbesondere den Winzern schnelle Kredite gewähren sollte. Im Laufe des 20. Jahrhunderts entwickelte sich die Kasse zu einer echten Bank, ab 1981 wurden die Vorsteher des Vereins als Bankdirektoren bezeichnet. 1960 bezog man ein großes Gebäude in der heutigen Raiffeisenstraße. 1999 fusionierte man mit der Raiffeisenbank Fränkisches Weinland eG. aus dem benachbarten Nordheim. Heute besteht eine Zweigstelle der Raiffeisenbank Mainschleife-Steigerwald eG im Ort.

### Verkehr
Sommerach ist verkehrstechnisch eher unbedeutend. Bereits in der Vergangenheit liefen keine wichtigen Straßen durch den Ort. Die Vorläuferstraße der heutigen Staatsstraße 2271 umging im 17. Jahrhundert bereits das abseits gelegene Sommerach und kürzte über den sogenannten Ölgrund zwischen Volkach und Gerlachshausen ab. Nichtsdestotrotz war der Ort durch mehrere Straßen an das Kloster Münsterschwarzach, Nordheim, Volkach angeschlossen und über den Main mit Neuses am Berg verbunden.

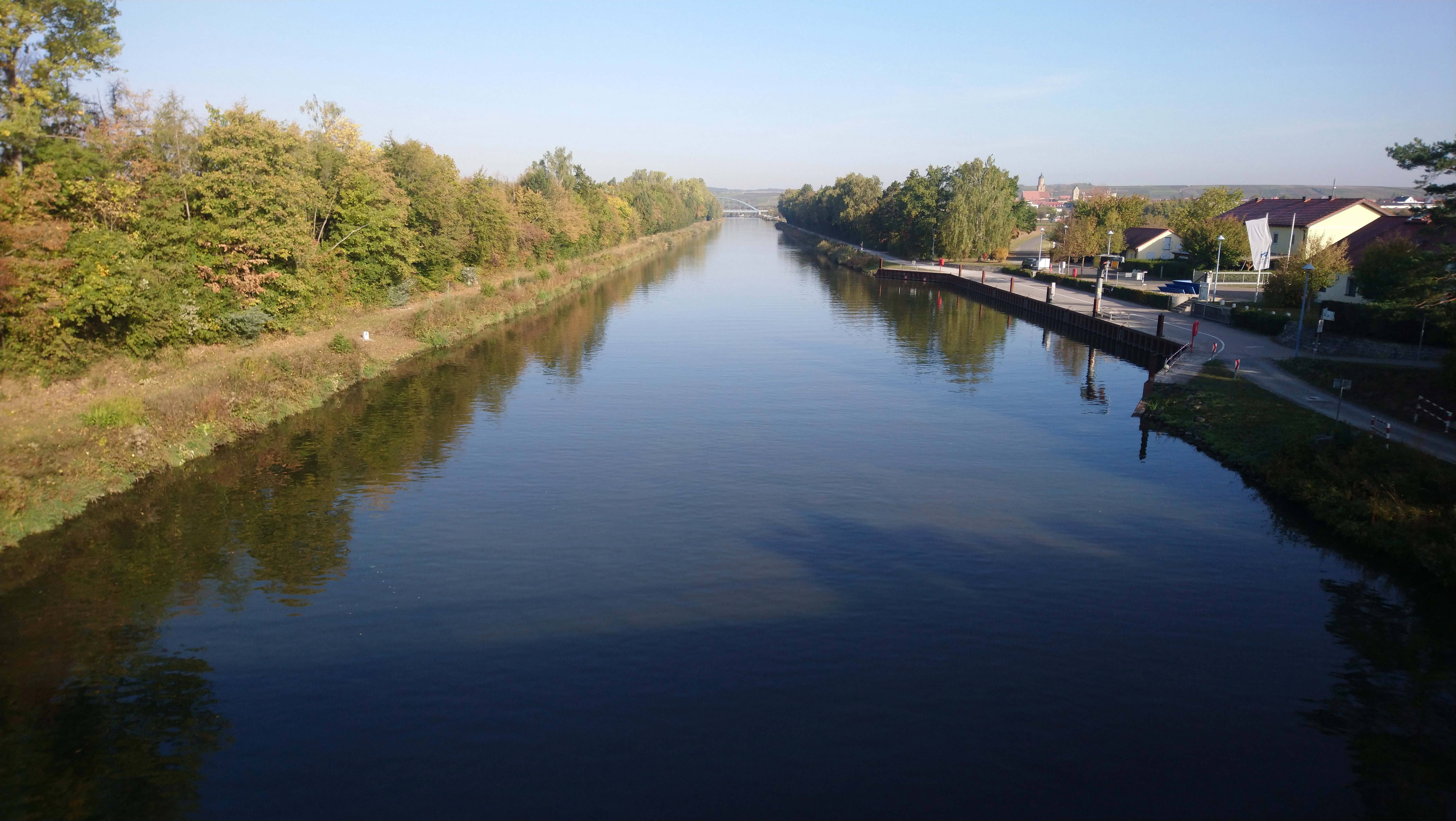
Der Mainkanal durchquert die Sommeracher Gemarkung

Sommerach besaß auch jahrhundertelang eine Mainfähre, die allerdings nicht so wichtig für die Erschließung des Ortes war. Bereits im 17. Jahrhundert wurde die Fähre erstmals urkundlich erwähnt. Über das Fährschiff gelangten vor allem Wallfahrer zur Kirche Maria im Sand nach Dettelbach. Die Fähre wurde von der Gemeinde an sogenannte Beständer verpachtet, die ihren Lebensunterhalt mit den Fahrten verdienten. Im Jahr 1959 wurde die Mainfähre stillgelegt, bereits in den Jahren zuvor hatte sie an Bedeutung eingebüßt.
Die Lage am Main war für die Gemeinde allerdings auch weiterhin von großer Bedeutung. Allerdings stieg seit den 1950er Jahren der Mainkanal zwischen Volkach und Gerlachshausen zu einem wirtschaftlichen Faktor auf. In Sommerach besteht jedoch keine Anlegestelle für Kreuzfahrtschiffe, stattdessen wird der Ausflugsverkehr von Schiffen über die zentrale Anlegestelle im nahen Volkach geregelt (sogenannte Mainschleifenroute). Im sogenannten Altmain fahren nur noch Kleinfahrzeuge ohne Motor.
Auf der Straße ist Sommerach heute über die Kreisstraßen KT 29 und KT 57 zu erreichen, im Osten der Gemarkung verläuft außerdem seit 1997 die Staatsstraße 2271 als Umgehungsstraße. Die Kreisstraße 29 zweigt auf der östlichen Seite des Mainkanals kurz vor der Schleuse Gerlachshausen von der Staatsstraße ab und läuft als Hauptstraße und Nordheimer Straße durch den Altort, ehe sie im Nordwesten in Richtung Nordheim weitergeführt wird. Die Kreisstraße KT 57 bildet seit 1971 die Ortsverbindung Sommerach-Dimbach, durchquert die Neubaugebiete Sommerachs und endet als Volkacher Straße im Norden des Kerndorfes.
Zwei Brücken über den Mainkanal liegen in Sommeracher Gemarkung. Die Dimbacher Kanalbrücke musste nach dem Bau in den 1950er Jahren bereits 1986 umfassend erneuert werden, wobei das Bauwerk 1988 auch mit einem Fußgängeraufgang versehen wurde. Die Brücke am Ried ist vor allem für den landwirtschaftlichen Verkehr von Bedeutung. Die Staatsstraße 2271 wurde ab den 1990er Jahren als Umgehungsstraße geplant und umfährt weitläufig den bebauten Bereich des Dorfes. Der befürchtete Bedeutungsverlust durch die Verlegung der Trasse trat nicht ein.
Mit dem Bus erreicht man Sommerach lediglich von Würzburg, Kitzingen und Volkach. Die OVF-Linien 8108 Würzburg-Dettelbach-Bhf-Nordheim und 8110 Kitzingen-Dettelbach/Schwarzach-Nordheim fahren die Weininsel an und halten an der Sommerach Raiffeisenstraße. Die Linie 8287 verkehrt zwischen Volkach und Wiesentheid und wird überwiegend als Schulbus genutzt. Daneben fährt das touristische Mainschleifenshuttle mit seiner Linie 105 in den Sommermonaten die Gemeinde an.
Durch Sommerach verläuft der Fränkische Marienweg.

### Bildung
| Name                      | Amtszeit   |
| Karl Fischer              | 1937–1959  |
| Josef Schuller            | 1961–1974  |
| Rainer Fritsch            | 1974–2001  |
| Klaus Kram                | 2002–2007  |
| Gudrun Albrecht-Drechsler | 2007–2011  |
| Andrea Riedmann           | 2011–heute |

In Sommerach bestehen ein Kindergarten, für die frühkindliche Bildung, und eine Grundschule. Bereits im Spätmittelalter, 1491, wurde im Ort ein „Schulmeister“ erwähnt. Damals leistete er dem Abt von Münsterschwarzach einen Eid, da seine Schule eng an den kirchlichen Bereich angelehnt war. Die Bewohner schickten ihre Kinder freiwillig in die Schule, weil ein hohes Schulgeld zu bezahlen war. Im 16. Jahrhundert erhielt der Schulmeister einen Gehilfen, später schuf man sogar eine zweite Lehrerstelle.
Im Jahr 1774 begann mit der Annahme der hochstiftischen Schulordnung aus Würzburg die obrigkeitlichen Versuche, das Schulwesen zu vereinheitlichen und allen Bewohnern Sommerachs Schulbildung zuteilwerden zu lassen. Die Schule war zu dieser Zeit im Rathaus untergebracht, das im 19. Jahrhundert mehrfach erweitert wurde. Seit 1920 war eine echte „Grundschule“, ausschließlich für jüngere Schüler im Rathaus untergebracht.
Der Kindergarten in Sommerach entstand gleichzeitig, als 1919 der St. Valentinusverein seine Zielsetzung veränderte. Gegründet als christlicher Burschenschaftsverein, wurde nun die Gründung eines Kindergartens ins Auge gefasst. 1919 bezogen drei Schwestern des göttlichen Erlösers aus Würzburg Räumlichkeiten in der Hauptstraße. Die Schwestern betreuten bis 1972 die Kleinkinder. 1974 war der Kindergarten kurzzeitig in weltlicher Trägerschaft, heute ist er Teil des Caritasverbandes. 1978 und 1995 wurde das Areal des Kindergartens in der Nordheimer Straße erweitert.
Das heute noch bestehende Sommeracher Schulhaus in der Raiffeisenstraße entstand zwischen 1963 und 1966. Vorher hatte man bereits versucht eine landwirtschaftliche Berufsschule in Sommerach zu etablieren. Immerhin war es 1957 gelungen eine dritte Lehrerstelle zu erhalten. Die Sommeracher gründeten 1966 einen eigenen Schulverband, dem die Dimbacher schnell beitraten. Nordheim am Main stieß im Jahr 1969 zum Schulverband. Heute bilden nur noch Nordheim und Sommerach einen Schulsprengel. Bis zur vierten Klasse werden Schüler hier unterrichtet.
Die höhere Schulbildung erfolgt im nahegelegenen Mittelzentrum Volkach mit der Mädchenrealschule der Dillinger Franziskanerinnen. Im Volkacher Ortsteil Gaibach befindet sich mit dem Franken-Landschulheim Schloss Gaibach ein Gymnasium mit Realschule und Internat. Das Steigerwald-Landschulheim in Wiesentheid liegt ebenso in der Nähe Sommerach. Außerdem können die Schüler und Schülerinnen das private Klostergymnasium in Münsterschwarzach besuchen.

### Vereine und Verbände
Trotz der geringen Größe des Ortes bestehen in Sommerach mehrere Vereine. Ältester ist wohl der Musikverein, der im Jahr 1824 als zweitältester Musikverein in Bayern entstand. Der Verein erfuhr in der Folgezeit insbesondere durch die Dorflehrer eine Förderung. 1965 gründete sich ein Jugendblasorchester, 1976 eine Blaskapelle und bis 1991 entstand auch ein Jugendchor. Der Musikverein begleitet kirchliche Feiern und organisiert eigene Konzerte im Frühjahr, in der Vorweihnachtszeit und an Silvester.
Die Freiwillige Feuerwehr besteht seit 1867 und war die erste Gründung einer Wehr im Bezirksamt Gerolzhofen. Ein Großbrand war der Auslöser für die Gründung. Im Jahr 1872 trat die Feuerwehr dem bayerischen Landesverein bei. Zwischen 1874 und 1915 war die Wehr als Pflichtfeuerwehr organisiert. Im Jahr 1970 bezog man das Feuerwehrhaus in der Raiffeisenstraße, das 1995 ausgebaut wurde. Heute besitzt die Feuerwehr vier Fahrzeuge: Ein Mehrzwecktransportfahrzeug (MZF), ein Löschgruppenfahrzeug (LF 8/6 mit THL), eine Anhängeleiter (AL 18) und einen Feuerwehranhänger (FwA-SA250). Amtierender Kommandant ist Andreas Drescher.
Der Sportverein hat seinen Vorgänger im FC Victoria Sommerach, der bereits 1923 gegründet wurde. 1928 trat man dem DJK-Bundesverband bei, sodass der Verein heute SV-DJK Sommerach 1928 e. V. heißt. Nach einem Verbot während des Nationalsozialismus gründete man 1946 den Verein als FC Sommerach neu, 1961 benannte man ihn in SV Sommerach um. Seit den 1980er Jahren entstand das Sportgelände südlich des Ortes. Zeitweise umfasste der Verein acht Abteilungen. Neben der Fußballabteilung besteht heute auch eine Schützenabteilung.
Weitere Vereine in Sommerach sind (in alphabetischer Reihenfolge): Der Anglerverein Weininsel, der Bayerische Bauernverband, der Burschenverein „Eintracht“, die Landfrauengruppe, das Rote Kreuz, der Seniorenclub „Auslese“, der Valentinusverein, der Verein für Orts-, Obst- u. Gartenpflege, der VdK Ortsverband und der Weinbau- und Tourismusverein. Der Weinbauverein gründete sich 1947 und organisierte ab 1977 die Sommeracher Weinfeste mit.

## Persönlichkeiten

### Söhne und Töchter des Ortes
Die Gemeinde Sommerach brachte im Laufe der Jahrhunderte eine Vielzahl berühmter Männer und Frauen hervor, die durch ihr Wirken auch heute noch eine gewisse Bekanntheit genießen. Das Dorf hatte keinen eigenen Ortsadel, der insbesondere während des Mittelalters die Chance hatte aufzusteigen. So sind die ersten bekannten Sommeracher aus dem 17. Jahrhundert überliefert. Vor allem über eine kirchliche Laufbahn gelang es vielen Berühmtheit zu erlangen.
Ältester bekannter Sommeracher ist der Abt Gottfried Bischof (um 1619–1688). Er trat bereits mit 22 Jahren in den Prämonstratenserorden ein und stieg bald zum Vorsteher des Klosters Oberzell bei Würzburg auf. Johann Martin Fegelein (1669–1729) wurde dagegen Kapitular im Kollegiatstift Haug in Würzburg. Er bekleidete damit eine wichtige Aufgabe für die Kanoniker. Ildefons Barth (1698–1757) wurde als Franz Christoph Barth in Sommerach geboren. Er wurde Benediktinerabt im Kloster Weißenohe. Mit dem Hofkapellmeister Johann Martin Fegelein (1669–1729) brachte der Ort einen Musiker hervor, der sich an der Universität Würzburg und am Hof der Würzburger Bischöfe verdiente. 
Im 18. Jahrhundert blieb weiterhin vor allem Priestern ein gesellschaftlicher Aufstieg vorbehalten. Georg Adam Büttner (1714–1779) stieg zum Generalvikar der Diözese Syrmium auf, Angelicus Erhard (gen. 1753) wurde Provinzial der fränkischen Kapuziner. Allerdings brachte der Ort mit dem Chemiker und Pharmazeuten Johann Georg Pickel (1751–1838) und dem Mediziner Georg Michael Fegelein (1777–1814) auch Wissenschaftler hervor. Nach Pickel benannte man im Ort sogar eine Straße. Kaspar Metzger (1777–1828) stieg sogar zum Rector magnificus der Universität Würzburg auf.
Besonders bedeutend für den Ort ist die Familie Utz, die mehrere Persönlichkeiten hervorbrachte, die vor allem im geistlichen Bereich aufstiegen. Burkhard Utz (1892–1960) trat in die Abtei Münsterschwarzach ein und stieg 1937 zum zweiten Abt seit der Neugründung auf. Josef Weidinger (1867–1942) wurde 1922 Generalvikar der Diözese Würzburg und war zeitweise im Gespräch, die Nachfolge von Bischof Ferdinand Schlör anzutreten. Norbert Röhm (1923–2005) war bedeutender Missionar in Namibia und Südafrika. Mit Hiltrud Reiter (* 1954) brachte der Ort eine Dokumentarfilmerin hervor, die vor allem für den Bayerischen Rundfunk mit der Sendung Unter unserem Himmel arbeitete.
Mit dem Wiederaufstieg des Weinbaus in der zweiten Hälfte des 20. Jahrhunderts entstammten Sommerach mehrere, sogenannte Weinhoheiten, Frauen die zu Fränkischen Weinköniginnen aufstiegen. Sommerach brachte insgesamt vier Frauen hervor, die diesen Titel trugen. Damit ist die Weinbaugemeinde, zusammen mit Escherndorf, die Gemeinde, welche die drittmeisten Hoheiten hervorbrachte. Zwei Frauen wurden später zur Deutschen Weinkönigin gewählt.
- Irmgard Gündert, Fränkische Weinkönigin 1980/1981
- Karin Molitor-Hartmann, Fränkische Weinkönigin 1982/1983 (Deutsche Weinkönigin 1982/1983)
- Michaela Heusinger, Fränkische Weinkönigin 1998/1999
- Nicole Then (* 1980), Fränkische Weinkönigin 2003/2004 (Deutsche Weinkönigin 2003/2004), Then ist heute eine bekannte Radiomoderatorin

### Mit Sommerach verbunden

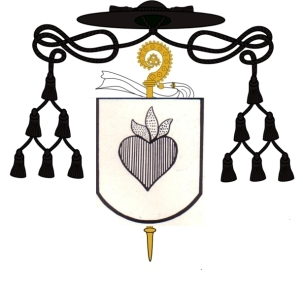
Das Wappen des Abtes Augustin Voit

Mehrere berühmte Persönlichkeiten sind durch ihren Beruf oder ihre Kindheit mit Sommerach verbunden. So wählte man während des 17. Jahrhunderts besonders viele, ehemalige Priester der Euchariuskirche zu Äbten des Klosters Münsterschwarzach. Es waren dies Nikolaus III. Molitor (1600–1640), der von 1639 bis 1640 hier tätig war, Silvanus Speht (1611–1646), der 1641 in Sommerach Seelsorger war, Plazidus I. Büchs (1627–1691), Priester von 1666 bis 1672, Augustin Voit (1643–1704) und Bernhard Reyder (1652–1717). Mit Gottfried Behm (1636–1674) gehörte auch ein anerkannter Astronom zu den Sommeracher Pfarrern. Wahrscheinlich bot lediglich Sommerach mit seiner Mauer während des Dreißigjährigen Krieges eine gewisse Sicherheit. → siehe auch: Pfarrer von St. Eucharius
Ebenfalls im 17. Jahrhundert tauchte in den Quellen der Bildhauer Matthias Sporer (1682–1732) in Sommerach auf. Er schuf mit dem Vierröhrenbrunnen und der Figur des heiligen Georgs eines seiner Frühwerke in dem Ort. Im Jahr 1711 heiratete Sporer die Sommeracher Witwe Katharina Engert und zog mit ihr in das Haus Nr. 24 am heutigen Kirchplatz. Zu seinen Werken zählt eine Säule im Iphöfer Rathaus und der Vorgänger der Kanzel in der Volkacher Bartholomäuskirche. Sporer starb fünfzigjährig im Jahr 1732 in Sommerach.
Anders als in vielen anderen Orten der Umgebung hat Sommerach bereits seit dem beginnenden 20. Jahrhundert eine ausgeprägte Lokalhistoriographie. Der Schullehrer Josef Scherg und der Ortspfarrer Dionys Först brachten die erste Geschichte des Dorfes Sommerach am Main heraus. Sie wurde 1950 vom Benefiziaten Melchior Joseph Berberich ergänzt, der zwischen 1934 und 1955 im Benefiziatenhaus neben der Kirche residierte. Die Chronik des 21. Jahrhunderts wurde vom Gymnasiallehrer Winfried Kraus (* 1947) verfasst, der in Sommerach aufwuchs.
Die 1980er Jahre prägte Siegfried Naser (* 1951) als Landrat des Landkreises Kitzingen die Politik der Gemeinde mit. Er war in Iphofen geboren, wuchs aber ab 1960 in Sommerach auf. Naser gründete 1967 die Junge Union im Ort mit und legte 1970 sein Abitur im Franken-Landschulheim Schloss Gaibach ab. Von Naser stammt der Plan, die alte Verbindungsstraße Volkach-Sommerach in eine Allee umzuwandeln. Die Mainschleifenallee erhielt deshalb im Volksmund auch den Namen „Siggi-Allee“. Nach ihrem Ruhestand zog die ehemalige Leiterin des Kitzinger Stadtarchivs und Direktorin des Städtischen Museums Helga Walter (* 1938) nach Sommerach. Hier entstanden mehrere ihrer heimatgeschichtlichen Werke, die vor allem Bezug zur Stadt Kitzingen haben.

### Ehrenbürger
Die Gemeinde sprach sieben Personen die Ehrenbürgerwürde aus. Insbesondere den örtlichen Priestern der Pfarrkirche, den Lehrer und Bürgermeister wurde das Ehrenbürgerrecht verliehen. Erster Ehrenbürger war der Ortspfarrer Dionys Först (* 1848), der zusammen mit dem Schullehrer Josef Scherg die erste Chronik von Sommerach schrieb. Weiterhin hatte er sich auch in anderer Art um die Gemeinde, ihre Schule und die Kirche verdient gemacht. Er wurde am 10. Juli 1898 ausgezeichnet.
Mit Pfarrer Simon Rothermilch, der bereits zwischen 1850 und 1859 das Amt des Pfarrers innegehabt hatte. Er wurde am 17. Dezember 1905 ausgezeichnet und erhielt außerdem ein kostenloses Grab auf dem örtlichen Friedhof. August Falkenstein († 1964) war der dritte Pfarrer der Euchariuskirche, der Ehrenbürger wurde. Er erhielt die Auszeichnung am 27. Dezember 1948 wegen seines 25-jährigen Wirkens in der Gemeinde. Falkenstein war Vorsitzender des Fußball- und des Valentinusvereins und wurde 1956 zum Geistlichen Rat ernannt.
Nach der Wahl Adolf Hitlers zum Reichskanzler drängte die Gemeinde ihn schnell, zum Ehrenbürger Sommerachs zu ernennen. Bereits am 11. April 1933 wurde Hitler mit dem Ehrenbürgerrecht ausgezeichnet. Am gleichen Tag erhielt auch der langjährige Reichspräsident Paul von Hindenburg die Auszeichnung. Er bedankte sich in einem Brief bei der Gemeinde für die Ehre. Wann Hitler und/oder Hindenburg die Ehrenbürgerwürde aberkannt bekamen, ist nicht bekannt.
Zwei Bürgermeister wurden ebenfalls zu Ehrenbürgern Sommerachs ernannt. Am 29. November 1960 zeichnete man Franz Weickert aus, der in zwei Amtszeiten vor allem die Nachkriegszeit in der Gemeinde mitgestaltet hatte. Johann Streng († 1997) erhielt die Auszeichnung im Jahr 1985. Er trieb in den 1970er Jahren die Flurbereinigung voran und förderte damit entscheidend die Wiederbelebung des Weinbaus. 1984 hatte man ihn bereits mit dem Bundesverdienstkreuz am Bande ausgezeichnet. 1981 hatte seine Gemeinde ihm den Ehrentitel „Altbürgermeister“ verliehen.